# Brockhaus Enzyklopädie

Brockhaus-Logo bis 2016

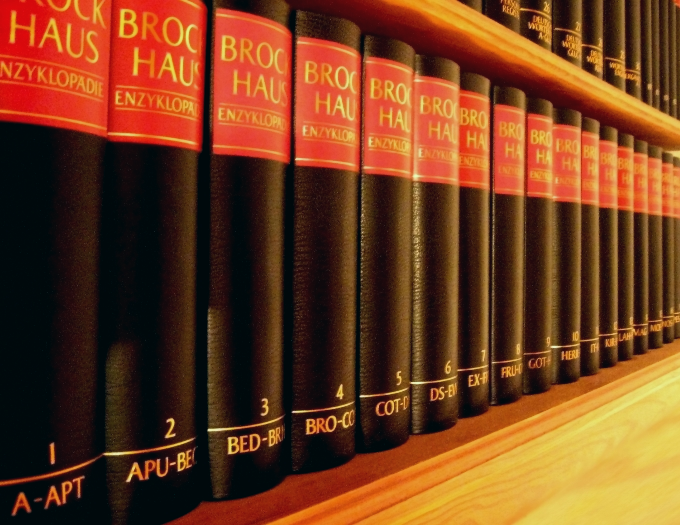
Die Brockhaus Enzyklopädie

Die Brockhaus Enzyklopädie war ein mehrbändiges Nachschlagewerk in deutscher Sprache, das zuletzt von dem zum Bertelsmann-Konzern gehörenden Wissen Media Verlag herausgegeben wurde. Bis Anfang 2009 wurde die Enzyklopädie von F. A. Brockhaus bzw. vom Mannheimer Verlag Bibliographisches Institut & F. A. Brockhaus AG herausgegeben. Seine ersten Vorläufer erschienen im 18. Jahrhundert bei Löbel und Franke als Conversations-Lexikon. Später wurde das Lexikon unter dem Namen Der Große Brockhaus bekannt (15., 16. und 18. Auflage). Der Name Brockhaus Enzyklopädie wurde ab der 17. Auflage verwendet.
Am 11. Juni 2013 wurde bekannt, Bertelsmann wolle den Verlag schließen und die Brockhaus Enzyklopädie solle zunächst nur noch als Onlinedienst erscheinen. Der zuletzt als Herausgeber tätige Wissen Media Verlag stellte sein Buchgeschäft mit der Handelsmarke Brockhaus zum 1. Februar 2014 ein. Am 30. Juni 2014 wurde der Vertrieb der gedruckten Enzyklopädie eingestellt. Im Jahr 2015 übernahm der Verlag der Schwedischen Nationalenzyklopädie (NE Nationalencyklopedin AB) die Rechte an der Marke. Dessen deutsche Tochter NE GmbH entwickelt und vermarktet seitdem eine kostenpflichtige Onlineausgabe der Brockhaus Enzyklopädie.

## Zielsetzung des Werkes

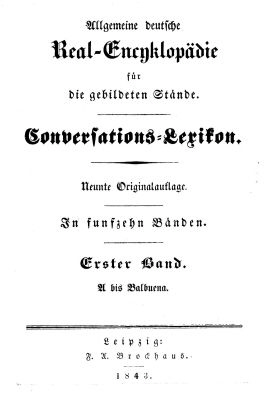
Allgemeine deutsche Real-Encyklopädie für die gebildeten Stände. Conversations-Lexikon, Titelblatt der 9. Auflage 1843

In der Vorrede der Redaktion und Verlagshandlung zum 15. Band der 11. Auflage des Brockhaus von 1868 wurde die Zielsetzung des Werkes beschrieben:

„Das Conversations-Lexikon [hat] die Flüssigmachung und Popularisierung der wissenschaftlichen, künstlerischen und technischen Ergebnisse, nicht für die geschäftliche Praxis, sondern für die Befriedigung und Förderung der allgemeinen Bildung zur Aufgabe. […] Denn jene allgemeine Bildung ist nichts Geringeres als die humane Bildung, welche das Individuum innerhalb des Culturlebens seiner Zeit erlangt, die für ihren Ausgangspunkt die Berufsbildung voraussetzt und, wie den intellectuellen so den moralischen Menschen umfassend, als der Quellpunkt socialer und nationaler Kraft und Entwicklung betrachtet werden muß.[…] Den Kreis der Ideen und Thatsachen, wie er sich für den einzelnen unabsehbar in Geist, Geschichte und Natur auseinanderlegt, in begrenztem Rahmen, gleichsam als Mikrokosmos, zur Anschauung zu bringen, nicht zur Lösung eines wissenschaftlichen Problems oder zur Uebung einer Kunstfertigkeit, sondern um den Menschen als solchen mit der Welt, die über seinen alltäglichen Horizont hinausliegt, bekannt zu machen, indem ihm die Einsicht in den Begriff und den organischen Zusammenhang der Dinge, sowie die Uebersicht über das Ganze, wenn nicht erschlossen, so doch erleichtert wird.“

## Chronik der Ausgaben

### Vorgänger-Lexikon von Löbel und Franke und die Anfänge desBrockhausab 1808
Das Conversationslexikon mit vorzüglicher Rücksicht auf die gegenwärtigen Zeiten war von dem Gelehrten Renatus Gotthelf Löbel und dem Juristen Christian Wilhelm Franke (1765–1831) begründet worden. Zwischen 1796 und 1806 erschienen 5 Bände und 1808 wurden Teile des sechsten Bandes fertiggestellt.
Friedrich Arnold Brockhaus (1772–1823), der 1805 mit seiner Verlagstätigkeit in Amsterdam begonnen hatte, erwarb am 25. Oktober 1808 auf der Leipziger Buchmesse das Verlagsrecht und die Vorräte des Löbel-Frankes Lexikons, indem er von dem Buchdrucker Friedrich Richter die Verlagsbuchhandlung der Begründer des Lexikons, die sie eigens für seinen Vertrieb gegründet hatten, für 1.800 Taler kaufte. Sie war nach dem Tod Löbels 1799 von Franke an den Leipziger Verleger Friedrich August Leupold, von diesem 1806 an Johann Karl Werther, 1808 dann weiter an Johann Gottfried Herzog und schließlich im selben Jahr an Richter veräußert worden. Ab 1809 nahm Brockhaus noch unter seiner damaligen Firma Kunst- und Industrie-Comptoir von Amsterdam die weitere Auslieferung des mit der Erarbeitung des abschließenden Bandes nun vollständig vorliegenden Lexikons vor, ließ jedoch vom Mitbegründer Franke zwei Ergänzungsbände erarbeiten, die zur Aktualisierung des Stoffs vor allem aufgrund der Französischen Revolution mit ihren Folgeereignissen dringend geboten waren.
Das Conversations-Lexikon (kurzgefaßtes Handwörterbuch für die in der gesellschaftlichen Unterhaltung aus den Wissenschaften und Künsten vorkommenden Gegenstände mit beständiger Rücksicht auf die Ereignisse der älteren und neueren Zeit) erschien 1809 in 6 Bänden. Im Jahr 1811 wurden die zwei Ergänzungsbände veröffentlicht. Es stellte das Käufervertrauen in die Zuverlässigkeit des Lexikons wieder her, das durch die laufenden Verlegerwechsel bei dem Projekt bereits deutlich geschwunden war. Dadurch gelang es Brockhaus die 2.000 Exemplare der ersten Auflage des Konversationslexikons bis Anfang 1811 fast vollständig zu verkaufen.

### Die 2. bis 5. Auflage (1812 bis 1820)

#### Die Originalausgaben von Brockhaus

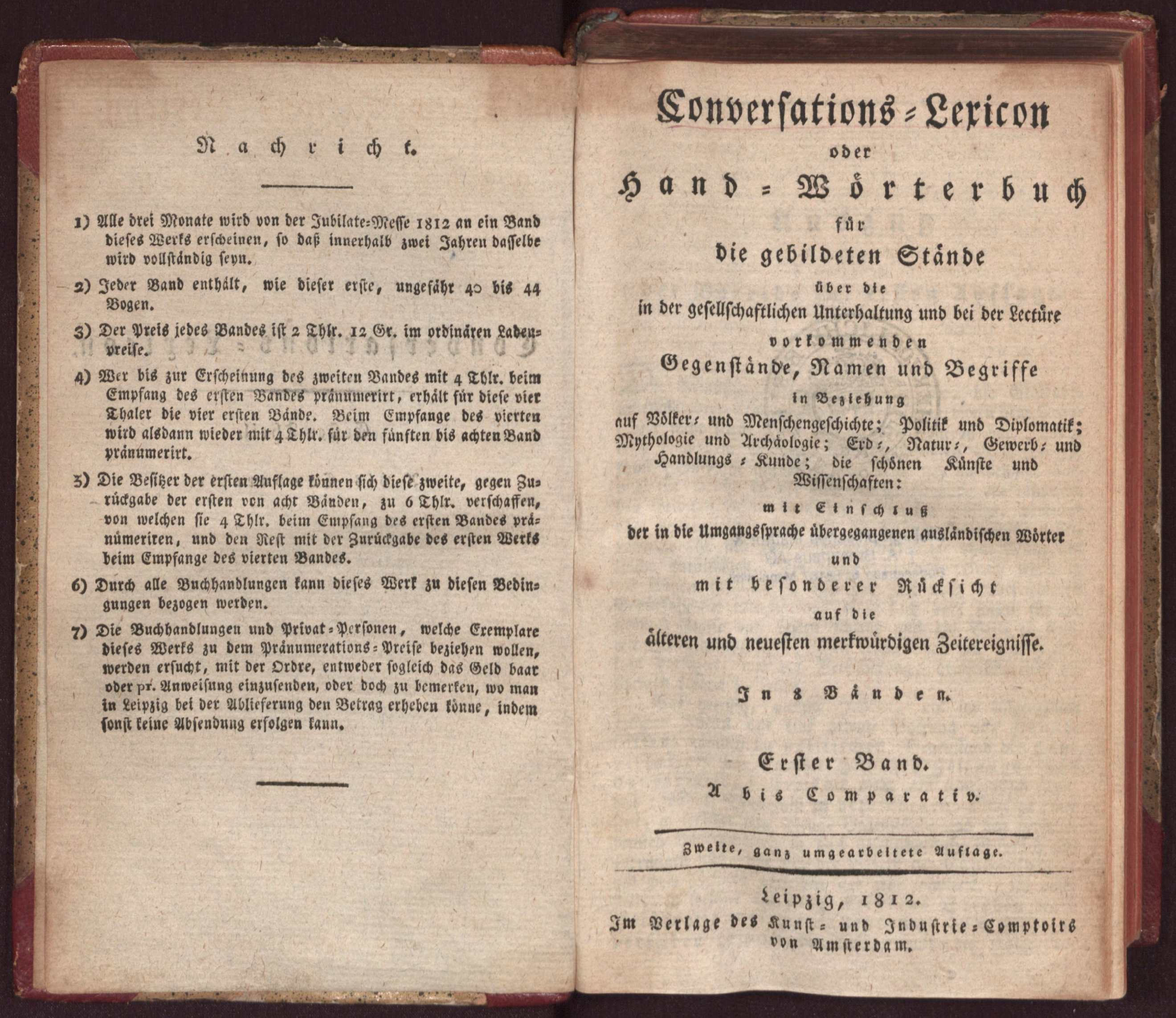
Conversations-Lexicon oder Hand-Wörterbuch für die gebildeten Stände, F. A. Brockhaus, Titelblatt des 1. Bands, A bis Comparativ, der 2. Auflage von 1812

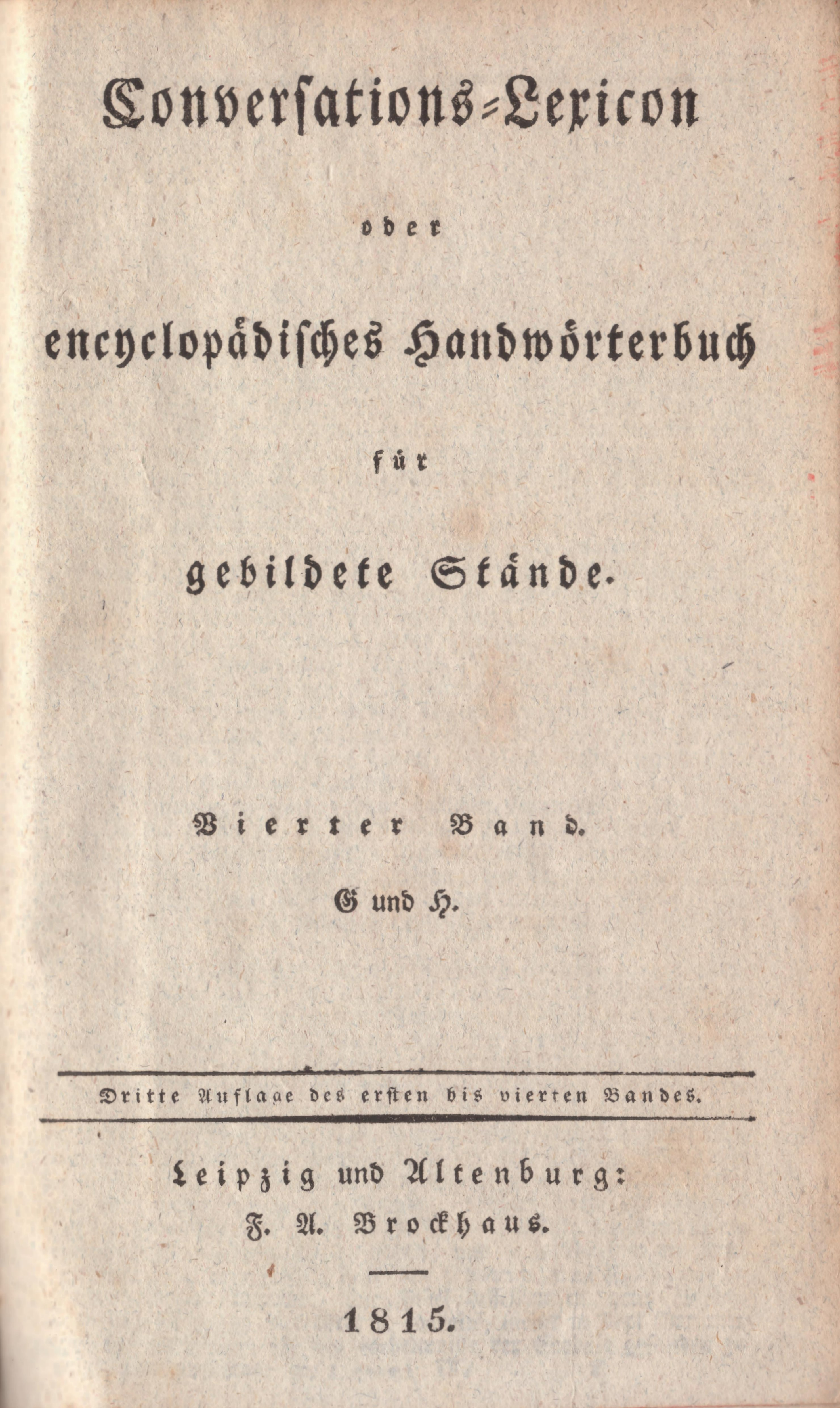
Conversations-Lexicon …, Titelblatt des 4. Bands, G und H (Hysterie), der 3. Auflage von 1815

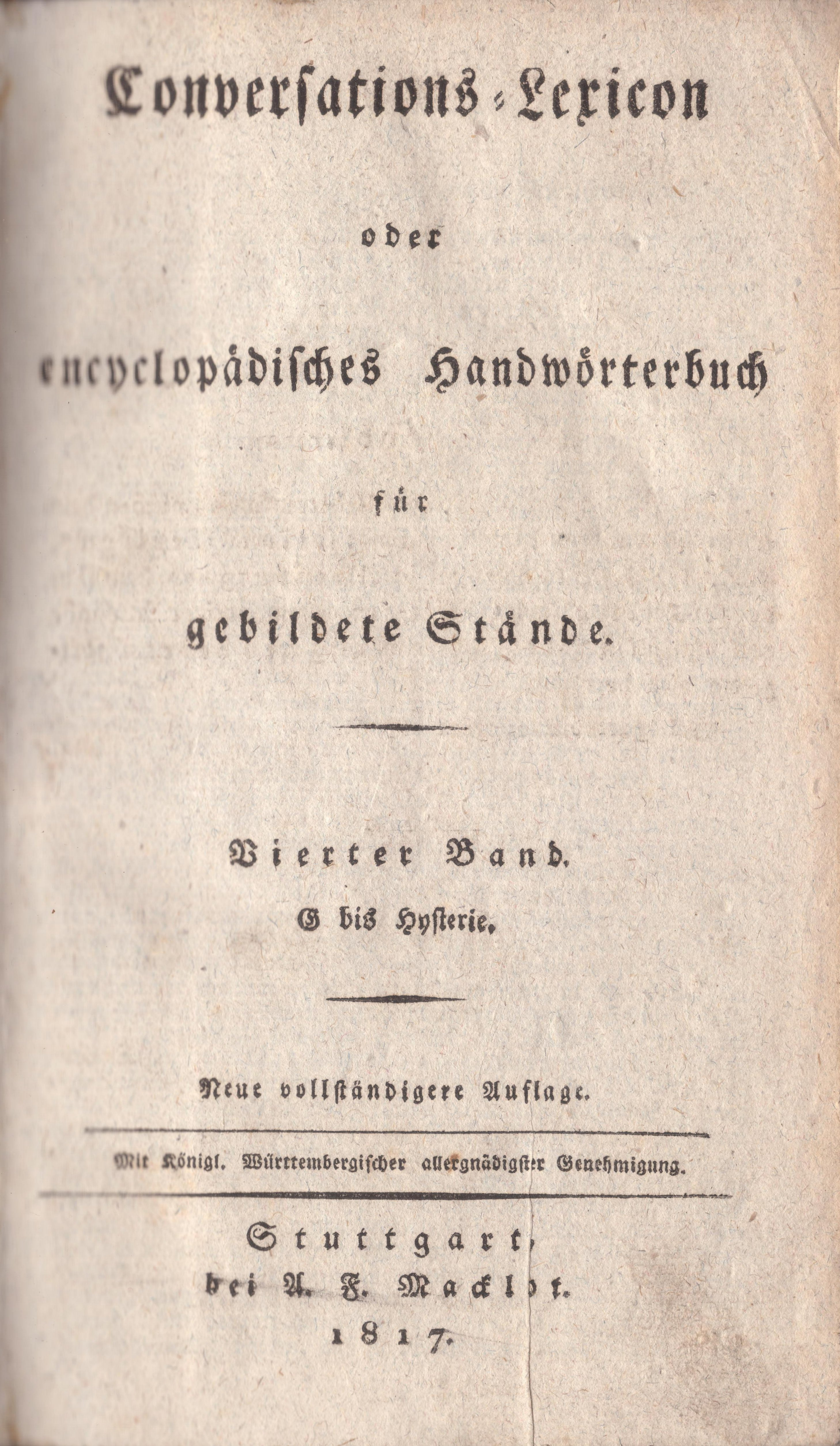
Conversations-Lexicon, (F. A. Brockhaus) Nachdruck von A. F. Macklot, Titelblatt des 4. Bands, G bis Hysterie, von 1817

Der erste Band der 2. Auflage, die vollständig von Friedrich Arnold Brockhaus erarbeitet und ausweislich des Titelblatts des 1. Bands zunächst nur achtbändig konzipiert worden war, erschien zur Ostermesse 1812 unter dem Titel Conversations-Lexicon oder enzyklopädisches Handwörterbuch für gebildete Stände … noch mit der Impressumsangabe Zweite, ganz umgearbeitete Auflage. Leipzig 1812. Im Verlage des Kunst- und Industrie-Comptoirs von Amsterdam. Sie sollte den Grundstock für den großen Erfolg des Brockhaus legen. Dem ersten Band folgten im gleichen Jahr der zweite und im Folgejahr der dritte und vierte Band. Da die vier Bände bereits im Herbst 1813 vergriffen waren, wurden sie ab 1814 in umgearbeiteter, aktualisierter Fassung nachgedruckt – die 3. Auflage war damit auf dem Buchmarkt. Ihr Titel lautete nur noch Conversations-Lexicon oder enzyklopädisches Handwörterbuch für gebildete Stände, als Verlag und Verlagsorte waren nun F. A. Brockhaus bzw. Leipzig und Altenburg angegeben. Brockhaus hatte dieses Werk dem österreichischen Minister der auswärtigen Angelegenheiten, Fürst Metternich, gewidmet, wie aus einem Dedikationstext zu entnehmen ist, der dem Vorwort des ersten Bandes vorangestellt wurde. Bis 1816 folgten dann der fünfte bis siebte Band, sie reichten bis zum Buchstaben „O“. Mit ihnen wurden sowohl die 2. als auch die 3. Auflage fortgeführt.
Erst in den Jahren 1817 bis 1819 folgten die letzten drei Bände für beide Auflagen, die nunmehr zehnbändig ausgelegt waren. Gleichzeitig waren diese aber auch schon die abschließenden Bände der 4. Auflage, die 1817 begonnen werden musste, um den Nachdruck der Stuttgarter Firma A. F. Macklot abzuwehren (siehe dazu die folgenden gesonderten Ausführungen). Somit hatten die 2. bis 4. Auflage drei gemeinsame abschließende Bände. Erst sechs Jahre nach dem Beginn der zweiten Brockhaus-Lexikonausgabe lag also das vollständige Werk für die Benutzer vor. Durch die Lieferung von verschiedenen Titelblättern konnten die, wie damals üblich, erst von den Lexikonkäufern mit der Einbindung beauftragten Buchbinder die Bände mit jeweils auflagenidentischen Titelblättern ausstatten.
1818 folgte auch noch ein Supplementband, der die Bände eins bis sieben der 1. bis 3. Auflage auf den Stand der 4. Auflage brachte. Nachdem Brockhaus die notwendigen Umarbeitungen und Aktualisierungen von Artikeln zunächst noch eigenhändig vorgenommen hatte, konnte er dafür schließlich Wissenschaftler der beiden Universitäten Leipzig und  Halle-Wittenberg gewinnen, wobei die Redaktion der Bände unter Mitarbeit von Ludwig Hain und Georg Ludwig Peter Sievers erfolgte.
Um die an einem möglichst aktuellen Lexikon interessierten Nutzer, die seit Beginn der 2. Auflage so lange auf den Abschluss des Nachschlagewerks warten mussten, nicht sofort wieder mit den Kosten für die wiederum überarbeitete 5. Auflage zu belasten – auch sie erschien in zehn Bänden in den Jahren 1819 und 1820 –, wurden parallel zu ihrer Auslieferung für die vier vorangegangenen Auflagen zwei Supplementbände erarbeitet, die in vier Abteilungen die wesentlichen Verbesserungen und die neuen Artikel der 5. Auflage enthielten.
Die Bände der 2. Auflage kosteten bei Gesamtabnahme insgesamt 12 Taler 12 Groschen sächsisch (22 Gulden rheinisch 30 Kreuzer).

#### Die Nachdrucke von A. F. Macklot (1816 ff.)
Für die Qualität bereits der frühen Ausgabe der Enzyklopädie sprechen wohl auch zwei sogenannte Raubdrucke, die von dem Stuttgarter Verleger Carl Erhard mit dem von seinem Stiefvater August Friedrich Macklot (1770–1805) übernommenen Verlag unternommen wurden. Er druckte zunächst die 1814 begonnene 3. Auflage des Conversationslexikons ohne Genehmigung des Hauses Brockhaus nach. Möglich war diese Praxis durch die damals in Deutschland herrschende Zersplitterung des Rechts, dem es an einem einheitlichen, für die deutschen Bundesländer übergreifenden Urheberrecht mangelte. In Württemberg waren Nachdrucke für „ausländische“ Druckerzeugnisse nicht verboten. Ohne irgendwelche Honorare an wissenschaftliche Mitarbeiter des Lexikons zahlen zu müssen, konnte der Verlag A. F. Macklot „mit Königl. württembergischer allergnädigster Genehmigung“ (Titelblatteindruck) ab 1816 eine preiswertere Ausgabe des Brockhaus’schen Lexikons insbesondere für den süddeutschen Raum anbieten. So kostete jeder der sogar separat angebotenen Nachdruck-Bände 2 Gulden, wohingegen ein Band des Originalwerks bei Abnahme des Gesamtwerkes 1 Taler 6 Groschen sächsisch, was etwa 2½ Gulden entsprach, und im „ordinären Ladenpreise“ (Angabe auf dem Vorsatzblatt) sogar 2 Taler 12 Groschen kostete. Ein Einzelband war damit bei Brockhaus mehr als doppelt so teuer.
Interessanterweise kündigte der Verlag A. F. Macklot in der Vorrede zum ersten Band an, dass seine Ausgabe sogar aktueller als die Brockhaus’sche Ausgabe von 1814 sei, da er die im Ergebnis der Befreiungskriege eingetretenen gesellschaftlichen Veränderungen schon berücksichtigt habe, und macht dies zum Beispiel an den Artikeln „Alexander I.“, „August Friedrich (König von Sachsen)“ oder „la belle Alliance“ fest. Tatsächlich weisen diese Einträge Ergänzungen auf. Allerdings wurden auch Kürzungen bei einzelnen Artikeln vorgenommen, auf die die Käufer jedoch nicht hingewiesen wurden: Berichtet der Brockhaus im Band 4 (G und H) beim Stichwort „Humboldt (Friedrich Alexander von)“ noch auf über 5½ Seiten ausführlich über seine Südamerikareise von 1799–1804 (S. 838 ff.), meint die Macklotsche Ausgabe dazu (S. 829 ff.), dass „eine ausführliche Beschreibung dieser Reise (…) schwerlich jemand hier erwarten“ kann und handelt sie unter Angabe der Jahreszahlen ihres Beginns und Endes sowie des Namens von Humboldts Begleiter Bonpland auf drei Zeilen ab.
Im sechsten Band (M und N) der Macklotschen Ausgabe äußert sich der Verlag mit einer den Stichworten vorangestellten „Nothgedrungene(n) Erklärung zur Sicherung Rechts und Gerechtigkeit“ zur Frage seiner Nachdruck-Politik. Dabei kritisierte er die von Brockhaus im Ergebnis des Nachdrucks aufgelegte überarbeitete 4. Auflage als ein Werk ohne tatsächliche „sogenannte Vermehrungen und Verbesserungen“, die Brockhaus für die neue Ausgabe angegeben hatte. Carl Erhard glaubte ernstlich, für die im Vergleichswege an Brockhaus gezahlte „Geldaufopferung“ von 1 500 Gulden seine Verlagspolitik der Nachahmung fortsetzen zu können, ohne dass Brockhaus sich zumindest für die Zukunft wappnete, nachdem er durch die ungünstige Rechtssituation mit Unterlassungsansprüchen bei der laufenden Ausgabe gerichtlich nicht durchdringen konnte.
Der Verlag A. F. Macklot hatte auch die 4., wiederum in zehn Bänden ab 1817 erschienene Auflage von Brockhaus kopiert, wobei seine Ausgabe aber nur siebenbändig erschien.
Die von Brockhaus für seine vier vorangegangenen Auflagen vorgelegten zwei Supplementbände von 1819/20 hatte Macklot weitestgehend inhaltsgleich als Aktualisierungen für seine beiden Nachdruckausgaben übernommen, nachdem er Brockhaus’ Supplementband von 1818 für die Bände eins bis sieben der 1. bis 3. Brockhaus-Auflage nur unter merklicher Überarbeitung oder Weglassung von Artikeln nachgedruckt hatte; darauf wies er im Vorwort unter Angabe seiner Gründe ausdrücklich hin.
Da sich inzwischen die öffentliche Meinung in dem Rechtsstreit hinter Brockhaus gestellt hatte und der Absatz seines Lexikons beachtlich angestiegen war, musste Carl Erhard die 2. Auflage seines Nachdrucks zum größten Teil makulieren. Damit war diese, die geschäftliche Entwicklung des Lexikonprojekts auf Dauer ernstlich gefährdende Nachdruck-Episode ausgestanden. Zu weiteren Nachdrucken durch den Verlag A. F. Macklot kam es nicht mehr.

### Die 7. Auflage (1827 bis 1830)

#### Die beiden Originalausgaben von Brockhaus
Diese Ausgabe war die erste, die nach dem Ableben des Firmengründers von seinen beiden Söhnen Friedrich (1800–1865) und Heinrich Brockhaus (1804–1874) selbstständig veranstaltet worden war. Ihr genauer Titel lautete: Allgemeine deutsche Real=Encyklopädie für die gebildeten Stände. (Conversations=Lexikon), und ihre Redaktion lag erneut bei dem Historiker Friedrich Christian August Hasse, der nach einer Tätigkeit an der Kadettenanstalt in Dresden ab 1828 als Professor für die Historischen Hilfswissenschaften an der Universität Leipzig lehrte und bereits die 6. Auflage sowie die „Neue Folge“ redigiert hatte. Die Enzyklopädie war vom Verlag erstmals zwölfbändig mit einem Umfang von etwa 10.700 Seiten konzipiert und wurde in drei verschiedenen Papierqualitäten angeboten: der preiswertesten Variante auf „weißem Druckpapier“ (15 Thaler oder 27 Gulden Rheinisch), einer besseren Ausgabe auf „gutem Schreibpapier“ (20 Thlr. oder 36 Fl. Rhein.) und schließlich auf „extrafeinem Velinpapier“ (36 Thlr. oder 64 Fl. 48 Kr. Rhein.). Erstmals erfolgte der Druck im Hause Brockhaus auf einer Schnellpresse, die der Verlag 1826 als erstes Druckhaus in ganz Sachsen in Betrieb genommen hatte. Nachdem 1828 die 1. Auflage von 12.000 Exemplaren vergriffen war, erschien von Oktober 1829 bis September 1830 ein zweiter, korrigierter Abdruck in 14.000 Exemplaren, der einen um 4 Seiten im 12. Band geringfügig angewachsenen Umfang hatte. Mit dem ebenfalls 1829 erschienenen Supplementband für die Besitzer insbesondere der sechsten Auflage und der „Neuen Folge“ wurde deren Lexikon auf den aktuellen Stand dieser Auflage gebracht. Bei späteren Auflagen der Enzyklopädie wurde auf derartige Bände verzichtet. Es erfolgte mit Supplementbänden lediglich eine Aktualisierung der jeweils laufenden Auflage.

#### Der Nachdruck von Fleischhauer und Spohn (1829–1830)
Auch bei dieser Auflage gab es nochmals einen fremden Nachdruck. Die Neue, wörtlich nach dem zweiten durchgesehenen Abdruck der Leipziger siebenten Original=Ausgabe abgedruckte Auflage bei Fleischhauer und Spohn, Reutlingen 1830–1831, machte sich zwar noch einmal die besondere Rechtslage im Königreich Württemberg zunutze und führte zu einer seltenen bibliophilen Kostbarkeit; Rechtsstreitigkeiten wurden jedoch vermieden und der Nachdruck blieb weitgehend unbekannt. Somit konnte die Enzyklopädie ihren Siegeszug auf dem deutschen Buchmarkt nun antreten (siehe hierzu auch die Ausführungen bei: F. A. Brockhaus); zu weiteren Nachdrucken kam es nicht mehr.

### Die 8. Auflage (1833 bis 1837)
Die 8. Auflage (1833 bis 1837) erschien in zwölf Einzelbänden als Allgemeine deutsche Real-Encyklopädie für die gebildeten Stände.

### Die 9. und 10. Auflage (1843 bis 1855)
Die 9. Auflage erschien von 1843 an in fünfzehn Einzelbänden unter dem Titel Allgemeine deutsche Real-Encyklopädie für die gebildeten Stände. Conversations-Lexikon, ab 1849 erstmals mit dem Tafelwerk Systematischer Bilder-Atlas. Die 10. Auflage erschien ab 1851 in fünfzehn Bänden, wobei Band 15 in zwei Bücher gebunden war.

### Die 11. und 12. Auflage (1864 bis 1879)
Die 11. Auflage (1864 bis 1868 „In funfzehn [sic] Bänden“) beschäftigt sich in ausführlichen Darstellungen mit den aktuellen politischen Ereignissen in Deutschland (Dänischer Krieg 1864 um Schleswig-Holstein; „Preußisch-Deutscher Krieg“ 1866, darauf folgende Errichtung des Norddeutschen Bundes). Ab 1869 wurde die zweite Auflage des Bilder-Atlas herausgegeben. Nach der Reichsgründung erschienen die beiden Supplement-Bände von 1872 und 1873, diese stellen den Deutsch-Französischen Krieg in aller Genauigkeit dar und fokussieren sich insbesondere auf die territorialen Zugewinne (Neubearbeitung der Artikel Elsaß-Lothringen, Frankreich, Hagenau, Kolmar, Mülhausen, Strasburg, richtiger Straßburg geschrieben usw.). Die 12. Auflage erschien ab 1875 in fünfzehn Bänden und enthielt in ihrem letzten Band unter dem Titel Zur Charakteristik und Geschichte des Conversations-Lexikon auf 21 Seiten ein Vorwort über Aufgabe, Inhalt, Form und Geschichte des Werks.

### Die 13. und 14. Auflage (1882 bis 1908)

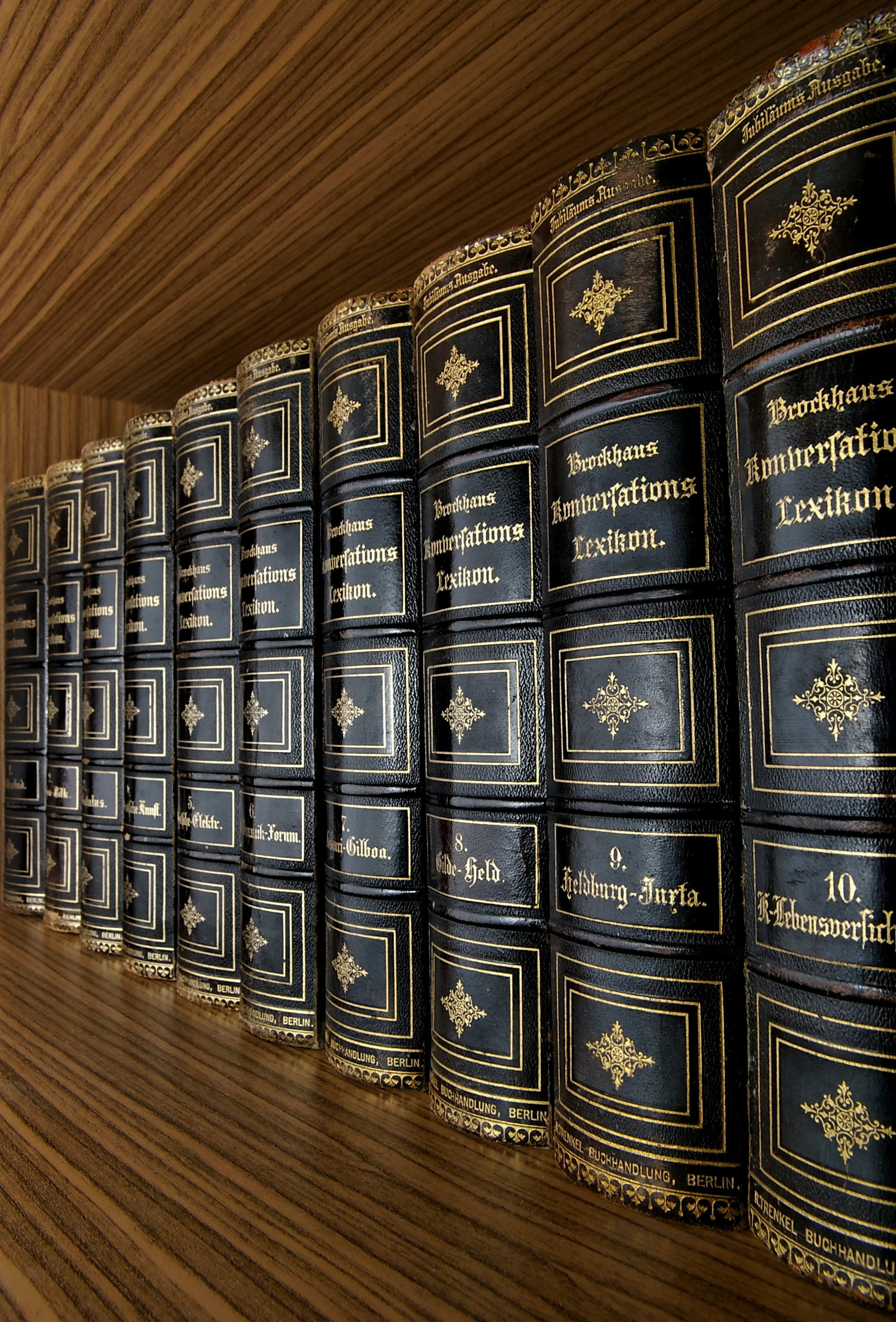
Brockhaus’ Konversations-Lexikon, 14. Auflage von 1896

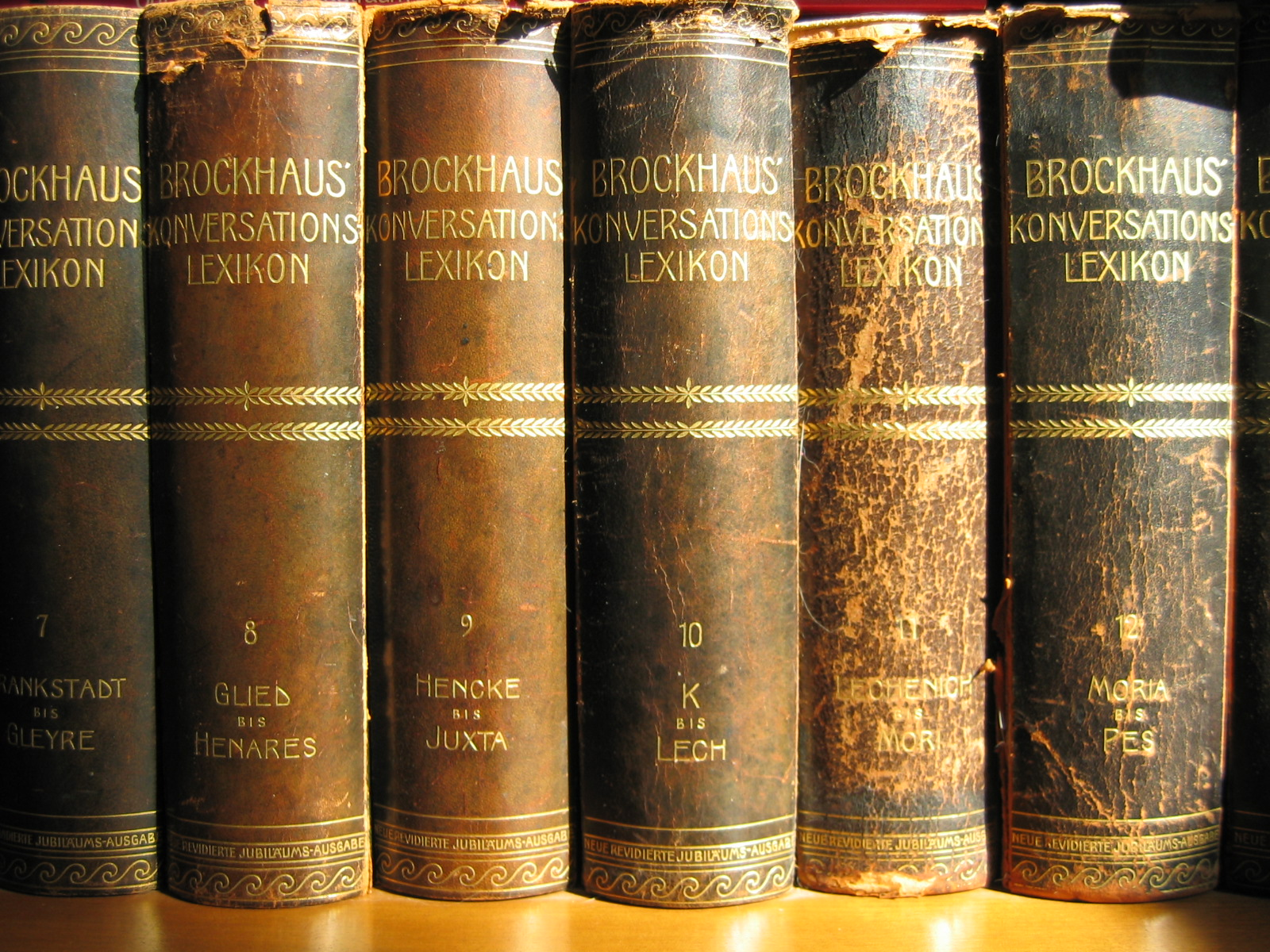
„Brockhaus’ Konversations-Lexikon, 14. Auflage, Neue revidierte Jubiläums-Ausgabe“, etwa 1910

Mit der in den Jahren 1882 bis 1887 erschienenen 13. Auflage des Conversations-Lexikons wurde der erstmals zweispaltig gesetzte Text auch mit 411 Tafeln und 102 Karten sowie 12 Situationsplänen versehen, nachdem die früheren Auflagen nur reine Textbände umfasst hatten. Vor allem bei den Tafeln, die zumeist in dem damals aus Kostengründen sehr verbreiteten Holzstich, teilweise aber auch als Chromolithographie, ausgeführt waren, konnte auf den seit 1849 als Ergänzung zu den Lexika-Ausgaben separat erschienenen, mehrbändigen Bilder-Atlas zum Conversations-Lexikon zurückgegriffen werden, dessen 2. Auflage seit 1874 vorlag. Aber es bestanden beim Verlag auch schon anderweitig Erfahrungen mit illustrierten Nachschlagewerken. So waren bereits 1837 bis 1841 ein vierbändiges Bilder-Conversations-Lexikon und von 1860 bis 1865 ein Illustriertes Haus- und Familien-Lexikon in sieben Bänden erschienen. Die Redaktion des Textes des auf 16 Bände mit circa 15.000 Seiten angewachsenen Textes lag in den Händen von Gustav Stockmann, die des Illustrationsteils bei Bernhard Siegfried. Dem auf dem Buchmarkt mit 91.000 verkauften Exemplaren sehr erfolgreichen Hauptwerk folgte ein Supplementband mit Text- und Abbildungsergänzungen sowie mehreren Registern. Der Einband war in Halbleder gehalten, wobei der Buchrücken zeittypisch überreichlich mit Goldverzierungen versehen war. Die Bände kosteten etwa 15 Mark.
Die wiederum in 16 Bänden vorgelegte 14. Auflage (1891–1895) folgte bereits vier Jahre nach Abschluss der vorangegangenen. Wiederum gab es einen Supplementband, der im Sommer 1897 erschien. Neu war bei dieser Auflage die Einbindung von 4.000 Abbildungen direkt in den Text. Von den über 1.000 Tafeln waren nun 134 als Chromolithographien ausgeführt, und zum letzten Mal bei einem Brockhaus-Konversationslexikon waren die Karten im aufwendigen Steindruckverfahren angefertigt worden. Bereits 1898 wurde diese Auflage überarbeitet als Revidierte Jubiläums-Ausgabe ausgeliefert, gefolgt von der zwischen 1901 und 1904 erschienenen Neuen revidierten Jubiläumsausgabe und der vierten Ausgabe von 1908 bis 1910. In Inseraten wurde den Kaufinteressenten angeboten, die Bücher jeweils im Abonnement zu beziehen (Kosten: 4 Mark monatlich).
Schließlich wurde 1920 noch ein Neudruck der Ausgabe von 1908 vorgenommen. Die Ausgaben ab 1901 waren in der damals neuen deutschen Rechtschreibung gesetzt worden. Aufgrund der zwischenzeitlich gestiegenen Kosten für Buchbinder und Illustrator wurde bei im Vergleich zur 13. Auflage konstant gehaltenen Verkaufspreisen von 10 Mark für einen Ganzleinen- und 15 Mark für einen Halblederband mit Goldschnitt nur ein geringer Gewinn erzielt. Der Verkauf des Lexikons wurde zu mehr als 80 % über den Reisebuchhandel und nur zu 1/5 über den Sortimentsbuchhandel abgewickelt. Bis 1913 waren 300.000 Exemplare des Lexikons verkauft. Im Deutschen Kaiserreich hatte ein Konversationslexikon einen hohen gesellschaftlichen Status, so dass weite Kreise der Bevölkerung den Besitz anstrebten.

### Die 15. Auflage (1928 bis 1939)
Nachdem seit der zuvor erschienenen 14. Auflage mehr als 30 Jahre vergangen waren – ursprünglich war die Ausgabe bereits für 1912 geplant –, erschien von 1928 bis 1935 zunächst das Grundwerk der 15. Auflage des Brockhaus unter dem Titel Der Große Brockhaus (Untertitel: Handbuch des Wissens in zwanzig Bänden) in 20 Bänden; es folgten 1935 ein Ergänzungsband und 1937 ein Atlasband. Es wurden verlagsseitig eine Halbleder-, eine Ganzleinen- und eine Werkstoff-Ausgabe geliefert. Aufgrund seiner Entstehungszeit wird er mitunter auch als „Weimarer Brockhaus“ bezeichnet. Eine zweite Ausgabe, die ab 1939 erscheinen und in der die nationalsozialistische Ideologie umfassend Berücksichtigung finden sollte, kam aufgrund der Kriegsereignisse über den ersten Band von „A–AST“ nicht hinaus.
Die Enzyklopädie beschreibt geopolitisch den Zustand der Erde, wie er sich nach den Veränderungen im Ergebnis des Ersten Weltkriegs ergeben hat. Berücksichtigung fand insbesondere auch der bis Mitte der 1930er Jahre erreichte beachtliche Stand von Wissenschaft und Technik, der sich insbesondere in einer rasanten Entwicklung der Verkehrsmittel (Eisenbahn, Kraftfahrzeug sowie Luftschiff und Flugzeug) widerspiegelte. Aber auch die vielfältigen sonstigen technischen Neuerungen, wie z. B. der Beginn der Rundfunk- und Fernsehtechnik oder das Elektronenmikroskop, fanden Berücksichtigung. An den letzten, nach 1932 erschienenen Bänden und dem Ergänzungsband ist auch schon die gesellschaftliche Entwicklung im nationalsozialistischen Deutschland deutlich ablesbar, indem ausführlich die neugeschaffenen Machtstrukturen des NS-Staates und seine handelnden Organe dargestellt werden sowie die Auswirkungen der NS-Unterdrückungspolitik (z. B.: Diskriminierung der jüdischen Bevölkerung, Aberkennungen von Staatsbürgerschaften für berühmte und nun verfemte deutsche Künstler und Wissenschaftler) Eingang gefunden haben.

### Ausgaben um die Jahrhundertwende

#### Die 20. Auflage (1996 bis 2001)
Das Grundlexikon der 20. Auflage des Brockhaus umfasste rund 260.000 Stichwörter auf 17.000 Seiten, die durch circa 35.000 Abbildungen, Karten und Tabellen ergänzt wurden. Zudem wurden bis 1999 sechs Ergänzungsbände herausgegeben.
- Brockhaus. Die Enzyklopädie in 24 Bänden, Band 1 bis 24, 1996 bis 1999, ISBN 3-7653-3100-7.
- Ergänzungsbände 25 bis 30:
  - Band 25: Das Bildwörterbuch Deutsch-Englisch-Französisch, ISBN 3-7653-3125-2
  - Band 26: Wörterbuch Deutsch-Englisch/Englisch-Deutsch, ISBN 3-7653-3126-0
  - Band 27: Zitate und Redewendungen, ISBN 3-7653-3127-9
  - Bände 28 bis 30: Deutsches Wörterbuch in drei Bänden
    - Band 28: A–GRUM, ISBN 3-7653-3128-7
    - Band 29: GRÜN–RICH, ISBN 3-7653-3129-5
    - Band 30: RICK–Z, ISBN 3-7653-3130-9

#### Die 21. Auflage (2005 bis 2014)

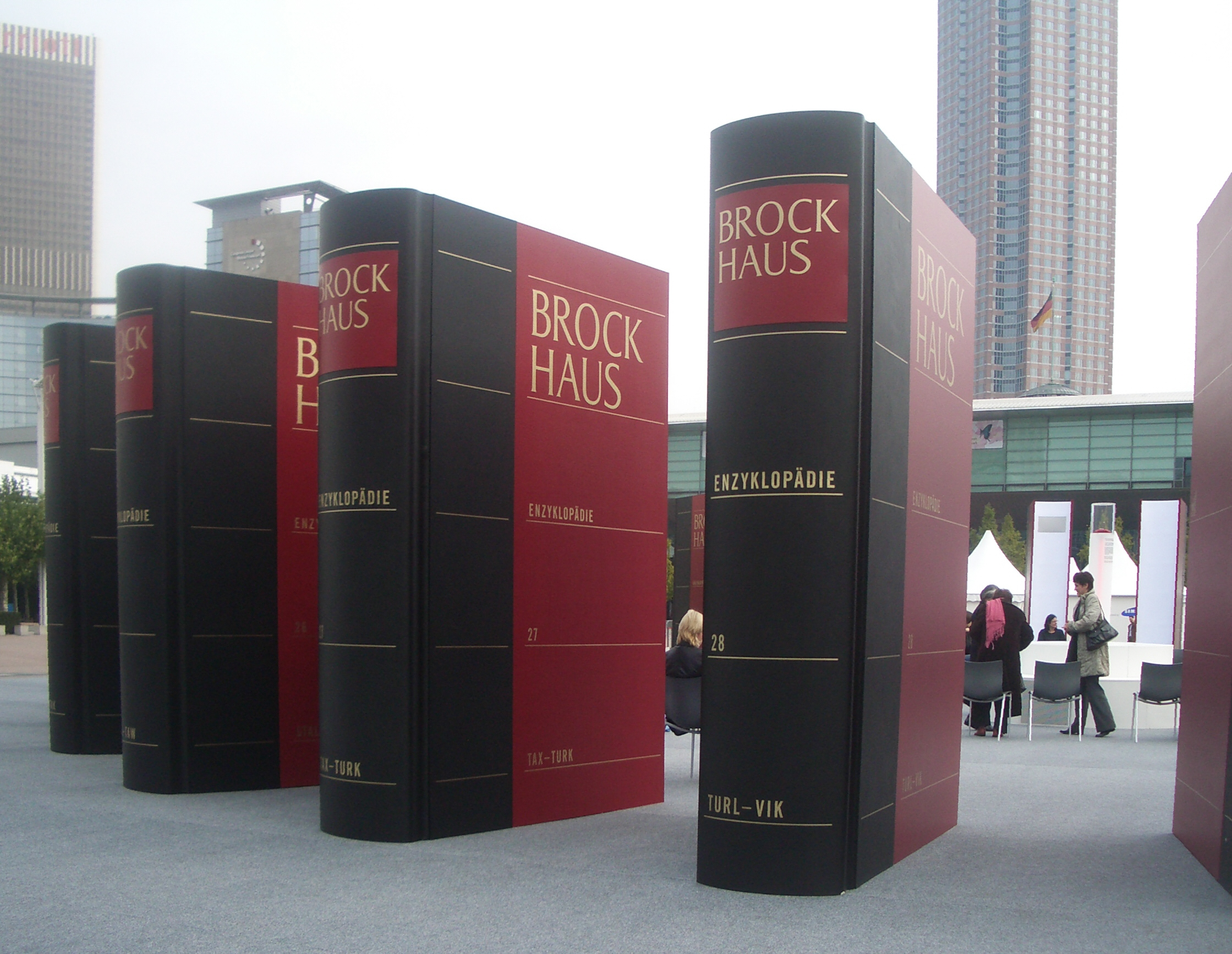
Audioinstallation zur Vorstellung der 21. Auflage des Brockhaus im Innenhof der Frankfurter Buchmesse 2005

Die ersten sechs Bände der 21. Auflage erschienen im Oktober 2005 auf der Frankfurter Buchmesse. Die komplette 30-bändige Ausgabe lag im Folgejahr 2006 vor. Zudem war eine digitale Version der Enzyklopädie erhältlich.
Diese Auflage hatte einen Gesamtumfang von 24.500 Seiten mit rund 300.000 Stichwörtern und 40.000 Bildern. Die Standardausgabe in rot-schwarzem Halbledereinband wurde bei Komplettabnahme zu einem Gesamtpreis von 2.820 Euro verkauft. Dem Verlag zufolge wiegen die Bände zusammen 70 Kilogramm und nehmen 1,70 Regalmeter ein. Daran gearbeitet hatten „70 Fach-, Bild- und Schlussredakteure“ der Redaktion in Leipzig sowie tausend weitere Autoren, im Wesentlichen freie Mitarbeiter.
Ergänzt wurde das Ganze noch durch eine „Audiothek“, bestehend aus 2 DVDs, mit über 3.000 Hörbeispielen verschiedenster Art. Die Hörbeispiele umfassten politische Reden, Musikstücke, Naturgeräusche usw. mit einer Gesamtspielzeit von ca. 70 Stunden.
Ab Ende 2010 wurde eine aus 32 Teilen bestehende neue Auslieferungsvariante angeboten. Neben dem 30-bändigen Grundlexikon bestand diese Auslieferungsvariante noch aus der Audiothek und dem Band „Multimedial“. Dieser zusätzliche Band enthielt vier DVDs mit einem umfangreichen Bonusmaterial (Kinder- und Jugendlexikon, Atlas, Brockhaus 1906, Planetarium, Weltstatistik usw.) und ein schwarz eingebundenes Handbuch.
Wie bei früheren Auflagen gab es auch bei der 21. Auflage eine Sonderausgabe, die sich durch eine geringe Auflagenhöhe, eine abweichende Einbandgestaltung und einen höheren Preis von der Standardausgabe unterschied. Die Einbände dieser Sonderausgabe wurden von Armin Mueller-Stahl gestaltet. Diese Ausgabe wurde auf 999 Exemplare limitiert und zu einem Neupreis von 6.000 Euro verkauft.
- Brockhaus. Enzyklopädie in 30 Bänden, 2005 bis 2006, ISBN 978-3-7653-4140-3.
- Brockhaus Enzyklopädie – Sonderedition Armin Mueller-Stahl, 2007, ISBN 978-3-7653-4300-1.

### Jahrbücher

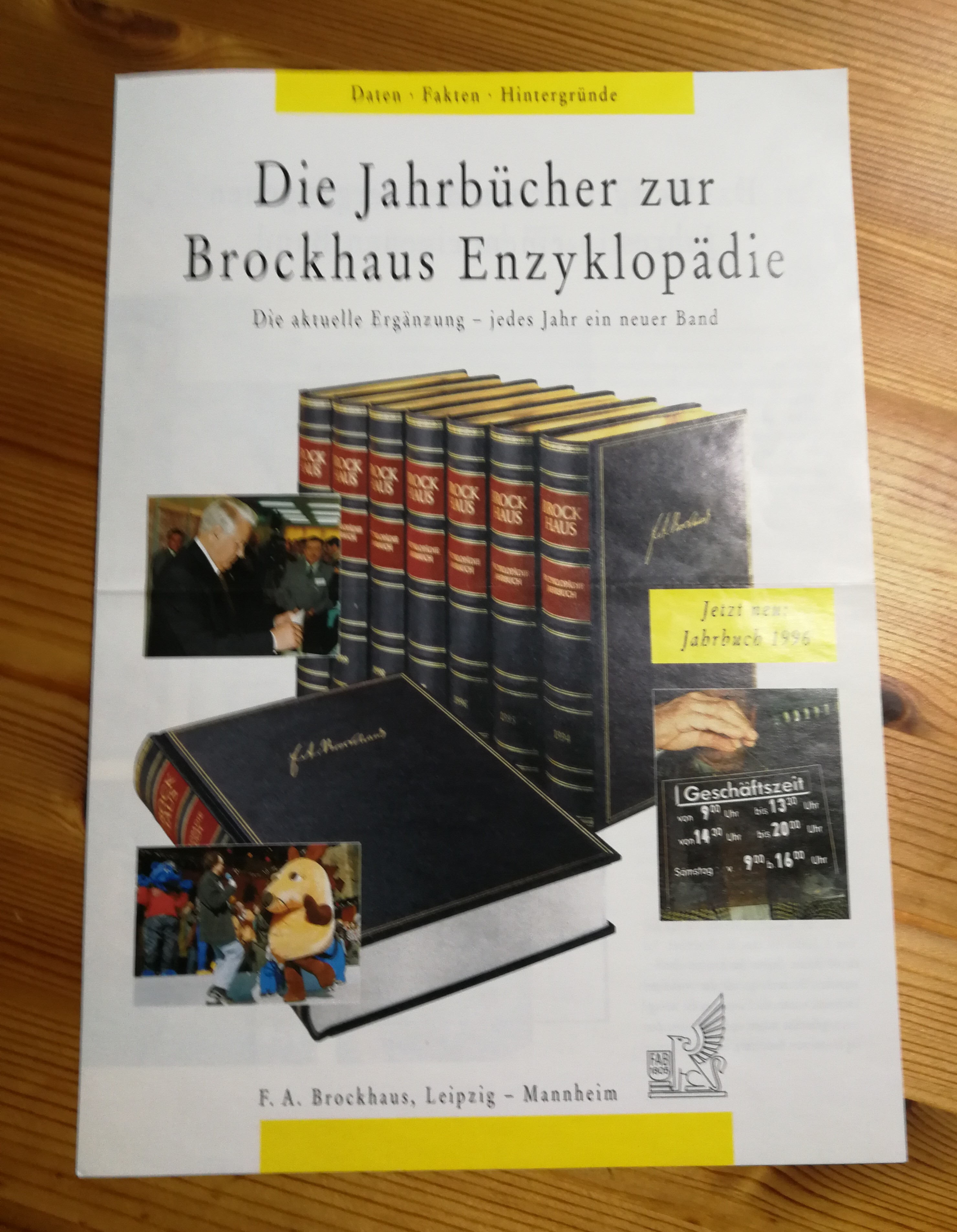
Brockhaus Faltprospekt aus dem Jahr 1997 für die Jahrbücher von 1993 bis 1996

Vom Brockhaus-Verlag werden seit 1993 Jahrbücher veröffentlicht, die einerseits als laufende Ergänzung zu den verschiedenen Ausgaben der großen Brockhaus-Enzyklopädie (vor allem für die 19. bis 21. Auflage der Enzyklopädie) wie auch für kleinere Brockhaus-Lexikaausgaben fungieren und die andererseits als einzeln nutzbare Nachschlagewerke im Sinne einer Jahrgangschronik verwendbar sind. Diese Jahrbücher sind etwas schmaler als die eigentlichen Lexikonbände und umfassen in der Regel ungefähr 400 Seiten. Ansonsten weisen sie die gleichen Abmaße und die gleiche Ausstattung wie die Bände der Enzyklopädie oder deren Einbandvarianten auf (Rot-Schwarze Halbederausführung, bibliophile Exklusivausführung, braune Ganzlederausführung bis 2002). Die Jahrbücher erscheinen immer zu Beginn des Folgejahres, im Regelfall erhalten Abonnenten diese Ende April bis Anfang Mai per Post. Sie gliedern sich inhaltlich immer in folgende Teile. (1) Einleitungsessay, (2) Chronologischer Jahresrückblick, (3) Lexikon A–Z mit Ergänzungen und Ereignissen, (4) Auflistung der Verstorbenen des Jahres und (5) einem Personenregister.
Mit der Einstellung des Buchhandelsgeschäftes durch den Brockhausverlag 2014 und dem im Frühjahr 2014 veröffentlichten Jahrbuch 2013 schien auch das Schicksal der Jahrbuchreihe besiegelt. Doch sowohl in der Halblederausgabe als auch der Exklusivausgabe werden diese Bände weiterhin wie bisher an Abonnenten ausgeliefert.
Ein derartiges Abonnement kann aktuell zum Preis von 68 Euro (inkl. MWSt., Verpackung und Versand) je Jahrbuch noch bis Ende August 2023 über die Verlagswebseite online abgeschlossen werden.
Über ein (zukünftiges) Ende dieser Reihe ist derzeit (Stand Mai 2025) nichts bekannt. Das Jahrbuch 2024 kam planmäßig Anfang Mai 2025 bei den Kunden in der jeweils bestellten Einbandvariante an, das Jahrbuch 2025 ist in Arbeit. 
Im Frühjahr 2000 erschien in der Halbleder- und Exklusivausführung ein zusammenfassendes Register der Jahrgänge 1993 bis 1999.
Die ab 2015 herausgegebenen Jahresbände werden von der Firma Palmedia Publishing Services (Berlin) hergestellt.

### Brockhaus – Die Bibliothek

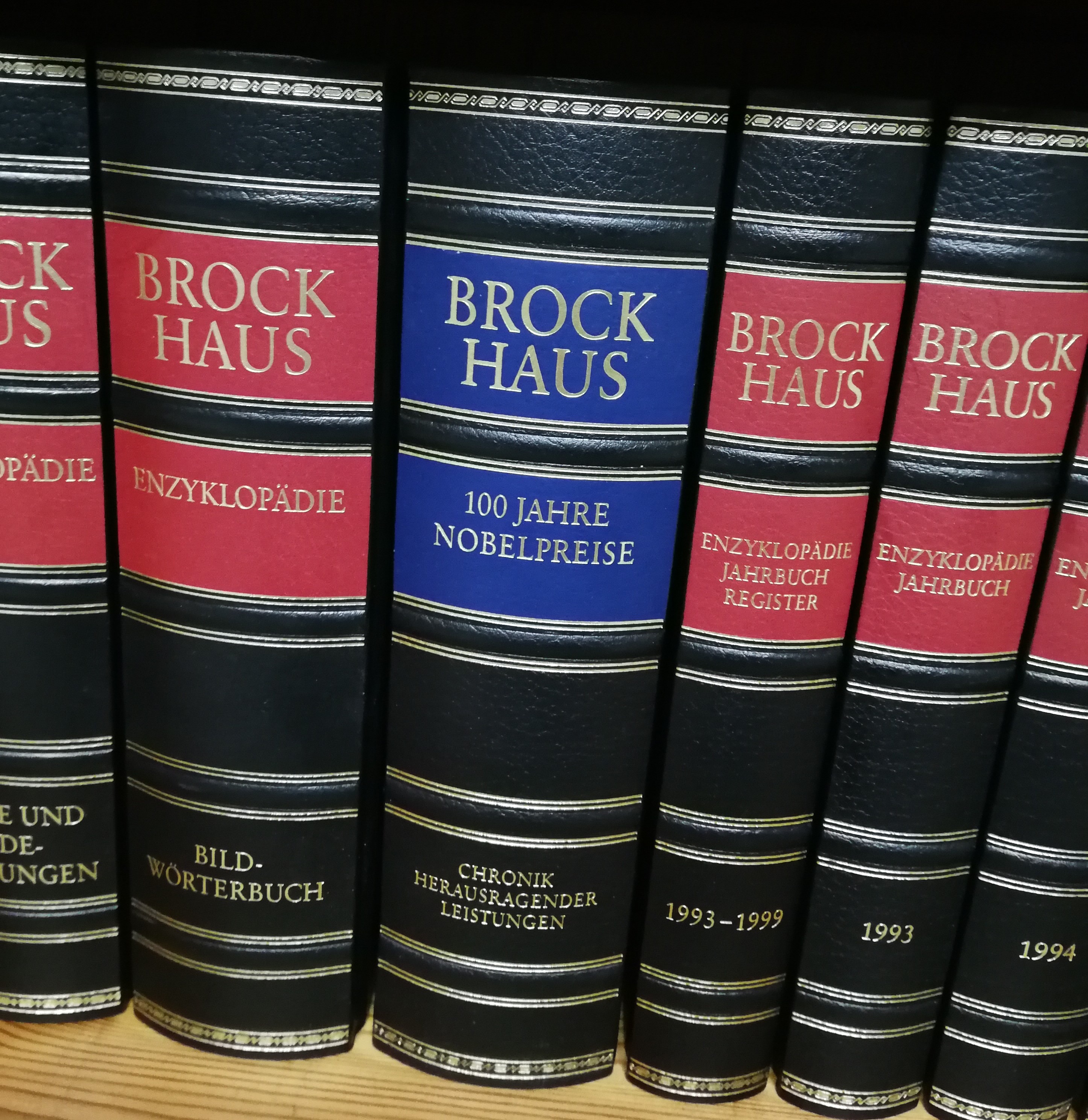
Band „100 Jahre Nobelpreise“ der Brockhausbibliothek in der Exklusivausführung (Links davon: Bände der Brockhaus-Enzyklopädie 19. Aufl., Rechts davon: Bände der Enzyklopädie-Jahrbücher)

Von 1997 bis 2014 veröffentlichte der Brockhaus-Verlag in der Reihe Brockhaus – Die Bibliothek folgende neun jeweils in sich abgeschlossene Themenreihen und zwei Sonderbände.

#### Reihen
- Mensch, Natur, Technik (6 Bände)
- Weltgeschichte (6 Bände)
- Kunst und Kultur (6 Bände)
- Grzimeks Enzyklopädie Säugetiere (6 Bände)
- Länder und Städte (6 Bände)
- Gesundheit (6 Bände)
- Enzyklopädie der Erde (12 Bände, 10 Buch- und 2 Video-DVD-Bände)
- Die Großen der Welt – Menschen, die die Welt bewegten (6 Bände)
- Welt des Wissens (6 Bände)

#### Sonderbände
- Brockhaus Die Bibliothek 100 Jahre Nobelpreise – Chronik herausragender Leistungen
- Brockhaus Weltatlas in der 6./7. Auflage, Großformat

Die Inhalte der in der Regel 6-bändigen Reihen wurden eher erzählend als enzyklopädisch angelegt. Die Werke zeichnen sich gegenüber den Lexikonbänden durch einen deutlich erhöhten Bild- und Abbildungsanteil aus. Jeder Band umfasst circa 700 Seiten. Alle Reihen und Sonderbände erschienen in der von dem Lexikon her bekannten bibliophilen Exklusivausführung. Die ersten sechs genannten Reihen erschienen auch in der Halblederausführung. In Abmessung und Optik wurden beide Ausführungsvarianten bis auf die Farbe des Rückenschildes identisch zu den Ausführungsvarianten des Lexikons und der Jahrbücher gestaltet. Im Unterschied zu den Lexikonausgaben bzw. der Jahrbücher wurde für das Rückenschild der Reihen- und Sonderbände der Brockhaus-Bibliothek die Farbe Blau (anstatt Rot) verwendet.

## Gesamtübersicht 1. bis 21. Auflage
- 1. Auflage 1796–1808 „Conversationslexicon mit vorzüglicher…“ 6 Bände
- 1. Auflage 1810–1811 2 Supplementbände
- 2. Auflage 1809–1811 „Conversations-Lexikon…“, 6 Bände + 2 Supplementbände (1809 und 1811)
- 2. Auflage 1812–1819 „Conversations-Lexikon…“, umgearbeitete Auflage, 10 Bände
- 3. Auflage 1814–1819 „Conversations-Lexicon“, 10 Bände
  - zur 1.–3. Auflage 1818: Supplementband (von A–O, für die Bände 1–7)
- 4. Auflage 1817–1819 „Hand-Enzyclopädie“, 10 Bände
  - zur 1.–4. Auflage 1819–1820: 2 Supplementbände mit 4 Abtheilungen (von A–Z, mit den wichtigsten neuen Artikeln und Verbesserungen der 5. Auflage)
- 5. Auflage 1819–1820 „Real-Encyclopädie“, 10 Bände
- 6. Auflage 1824 „Real-Encyclopädie“, 10 Bände
- 7. Auflage 1827 „Real-Encyklopädie“, 12 Bände
- 8. Auflage 1833–1837 „Real-Encyklopädie“, 12 Bände
- 9. Auflage 1843–1848 „Real-Encyklopädie“, 15 Bände
- 10. Auflage 1851–1855 „Real-Encyklopädie“, 15 Bände
- 11. Auflage 1864–1868 „Real-Encyklopädie“, 15 Bände, Supplement 1 (Aachen–Honved 1872), Supplement 2 (Horst–Zündnadelgewehr 1873)
- 12. Auflage 1875–1879 „Conversations-Lexikon“, 15 Bände
- 13. Auflage 1882–1887 „Conversations-Lexikon“, 16 Bände
- 14. Auflage 1893–1897 „Konversations-Lexikon“, 16 Bände, 1 Ergänzungsband A–Z
- 15. Auflage 1928–1935 „Der Große Brockhaus“, 20 Bände + 1 Ergänzungsband A–Z 1935 + 1 Atlasband 1937

+ 1 Band in der 2. Ausgabe der 15. Auflage (1939) [von 20 geplanten + mit 1 Atlasband]
- 16. („völlig neu bearbeitete“) Auflage 1952–1957 „Der Große Brockhaus“, 12 Bände +  Ergänzungsband „13“ (gegliedert in 3 Teile (Neue Artikel und aktuelle Ergänzungen (auch: Berichtigungen); Welt und Mensch der Jahrhundertmitte; Kartenverzeichnis und Ortsverzeichnis (jeweils für Band 1–13), 1958);[32] + Ergänzungsband A–Z „14“, 1963)[33] + Atlas
- 17. Auflage 1966–1974 „Brockhaus Enzyklopädie“, 20 Bände + 5 Ergänzungsbände.[34]
- 18. Auflage 1977–1981 „Der Große Brockhaus“, 12 Bände + 9 Ergänzungsbände
- 19. Auflage 1986–1994 „Brockhaus Enzyklopädie“, 24 Bände

+ Personenregister (Band 25, 1994)
+ Deutsches Wörterbuch (Band 26 bis 28, 1995)
+ Wörterbuch Deutsch-Englisch/Englisch-Deutsch (Band 29, 1996)
+ 1 Ergänzungsband (Band 30, 1996)
+ Bildwörterbuch Deutsch-Englisch-Französisch (Band 31, 1999)
+ Zitate und Redewendungen (Band 32, 1999)
+ Großes Fremdwörterbuch (Band 33, 2001)
+ Atlasband (1988, 1993, 1997)
- 20. Auflage 1996–1999 „Brockhaus. Die Enzyklopädie in 24 Bänden“, 24 Bände
- 21. Auflage 2005–2006 „Brockhaus. Enzyklopädie in 30 Bänden“ und DVD,

auch in eigenständiger digitaler Form (auf USB-Stick).

## Kleinere Lexikaausgaben von Brockhaus

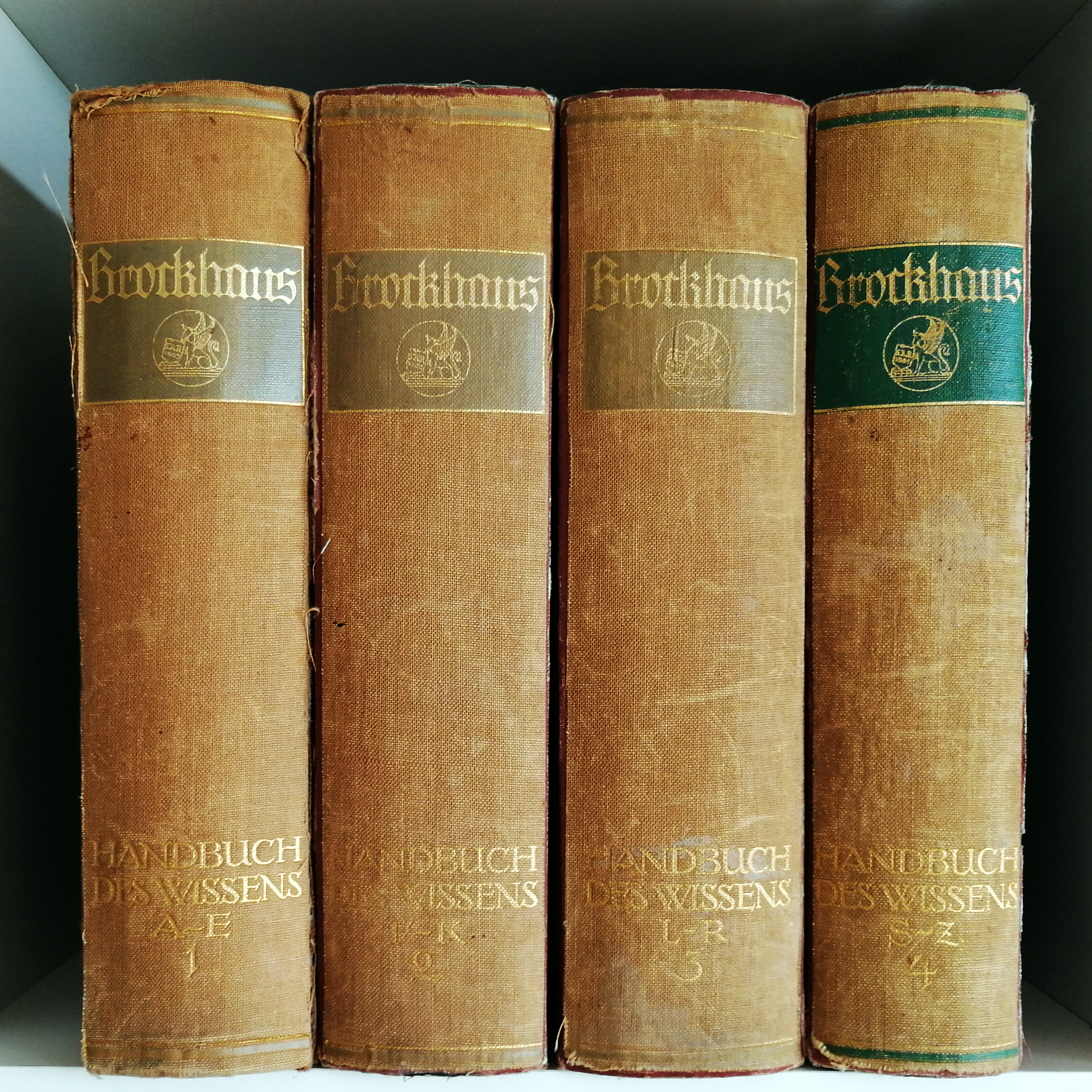
Brockhaus Handbuch des Wissens, Billigausgabe im Krisenjahr 1923

### Geschichte und Beschreibung
Zu den historischen Vorgängern der kleineren Ausgaben zählen:
- Brockhaus Bilder-Conversations-Lexikon für das deutsche Volk. 4 Bände, 1837–1841.
- Kleineres Brockhaus’sches Conversations-Lexikon für den Hausgebrauch. 4 Bände, 1854.
- Brockhaus’ Kleines Konversations-Lexikon. 2 Bände, zahlreiche Auflagen.
- Brockhaus Handbuch des Wissens in 4 Bänden. 1921–1923.

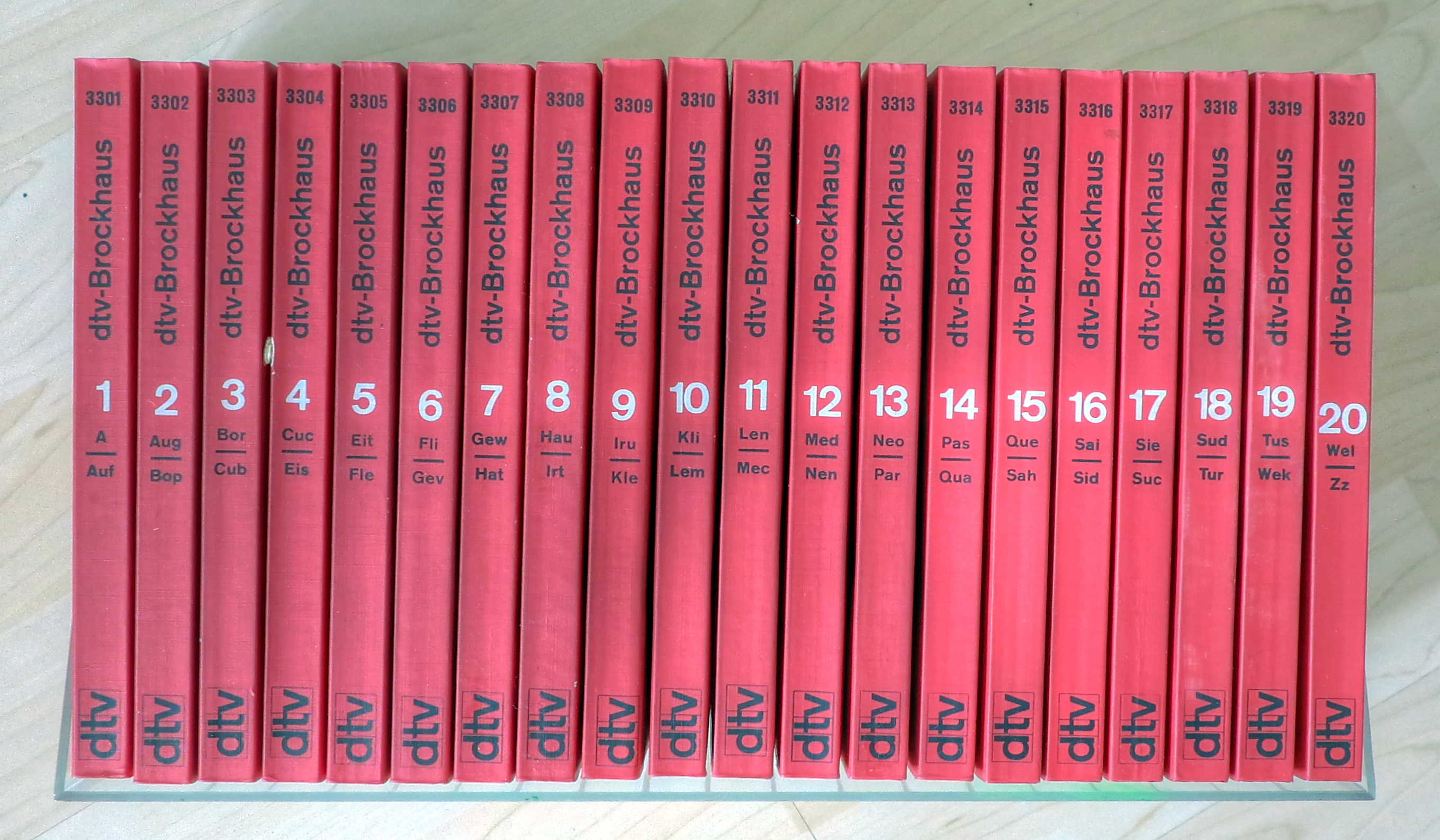
dtv-Brockhaus im Taschenbuchformat 1982

In der Folgezeit wurden im Festeinband oder als broschiertes Taschenbuch mehrere „kleinere“ Ausgaben verschiedenen Umfangs verlegt, die meistens auf dem Daten- und Wissensbestand der Hauptausgabe basieren. Dabei reichte das Spektrum von 26 Bänden bis zur Zusammenfassung in nur noch einem Band:
- 26 – Brockhaus Universallexikon in 26 Bänden. Leipzig 2003 (Sonderausgabe für die Verlagsgruppe Weltbild Augsburg). 8736 Seiten. ISBN 3-411-03036-4.
- 24 – Brockhaus Das Taschenlexikon in 24 Bänden.  Mit 150.000 Stichwörtern. 8870 Seiten. Leipzig, Mannheim 2010. ISBN 3-577-07500-7
- 20 – dtv-Brockhaus (ab 1990: dtv-Lexikon) in 20 Bänden. Mit über 130.000 Stichwörtern. Brockhaus, Mannheim, Deutscher Taschenbuch Verlag, München. 1. Auflage 1982 bis 11. Auflage 1999 mit 6850 Seiten. ISBN 3-423-05998-2.
- 20 – Der Brockhaus Universallexikon in 20 Bänden. 8868 Seiten. Leipzig 2007 (Sonderausgabe für die Verlagsgruppe Weltbild Augsburg). ISBN 3-765-30456-5.
- 15 – Der Brockhaus in fünfzehn Bänden. Mit rund 140.000 Stichwörtern. Brockhaus, Mannheim. 2002 – 2. Auflage. 7200 Seiten, ISBN 3-7653-2801-4 (auch mit buntem, von James Rizzi gestaltetem Einband ISBN 3-7653-2350-0 sowie in einer Version mit Einbandsgestaltung von Andy Warhol ISBN 3-7653-1380-7)
- 11 – Brockhaus Enzyklopädie A-Z Wissen. Cabra-Leder, Kopfgoldschnitt. Ein optionaler 12. Band diente nur als Verpackung für eine Brockhaus multimedial-DVD und eine Duden-CD. Mit knapp 175.000 Stichwörtern. Brockhaus Mannheim, wissenmedia Gütersloh, München 2010–12. ISBN 3-765-39385-1.
- 10 – Brockhaus in zehn Bänden. Rund 150.000 Stichwörter. Brockhaus, Mannheim. 1. Auflage 2004. 7360 Seiten, ISBN 3-7653-2450-7.
- 6 – Der Brockhaus in sechs Bänden. Rund 130.000 Stichwörter. Brockhaus, Leipzig – Mannheim. 1. Auflage 2008. 5952 Seiten, ISBN 978-3-7653-3230-2.
- 5 – Der Brockhaus in fünf Bänden. Rund 125.000 Stichwörter. Brockhaus, Mannheim. 5. Auflage 1973–1975, 10. Auflage 2003, zuletzt 5472 Seiten.
- 4 – Der Brockhaus in vier Bänden. Großdruckausgabe. Mit etwa 55.000 Stichwörtern. Bibliographisches Institut, Mannheim 1995. 1756 Seiten, ISBN 978-3-7653-2001-9.
- 3 – Der Brockhaus in drei Bänden. Mit 80.000 Stichwörtern. Bibliographisches Institut, Mannheim. 4. Auflage 2006. 2592 Seiten, ISBN 3-7653-1504-4.
- 2 – Der kleine Brockhaus in zwei Bänden. Bibliographisches Institut, Mannheim. 1. Auflage 1949–1950. 1400 Seiten.
- 1 – Der Volks-Brockhaus. F.A. Brockhaus, Leipzig. 1. Auflage 1931. Die zweite Auflage 1934 wurde von der Parteiamtlichen Prüfungskommission zum Schutze des nationalsozialistischen Schrifttums verboten. Der Brockhaus Verlag musste mit dieser Kommission zusammen eine weitere, die dritte Auflage erstellen. Der Volks-Brockhaus erschien nach dem Krieg weiter bis zur 16. Auflage 1980 mit 926 Seiten.[35] Die im September 1949 abgeschlossene 11. Auflage (1950) wurde nach Erscheinen des ersten Halbbandes (A–K) am 15. Mai 1950 als „reaktionär“ eingestuft und eingestellt.[36]
- 1 – Der Brockhaus. In einem Band. F.A. Brockhaus, Mannheim / Leipzig. 4. Auflage 1992.

Auch die Digitale Enzyklopädie wurde durch kleinere Ausgaben auf DVD ergänzt:
- „Brockhaus multimedial“ (die Ausgabe 2007 läuft unter Mac OS X 10.4, noch nicht unter 10.5; zahlreiche Artikel sind anderen Nachschlagewerken entlehnt; so entstammen beispielsweise Artikel aus dem Bereich der populären Musik dem „Handbuch der populärem Musik“, erschienen im Schott-Verlag 1997, ohne dass dies im Brockhaus ersichtlich ist)
- Brockhaus multimedial (die Ausgabe 2008 vom 15. September 2007 umfasst 11 Millionen Wörter, ISBN 978-3-411-06618-6) und
- Brockhaus multimedial premium (die Ausgabe 2009 umfasst ohne Online-Aktualisierungen 260.000 Artikel, 335.000 Stichwörter und 120.000 Wörterbucheinträge, mit exportierbarer Weltstatistik, ferner einen 3-D-Weltatlas, ein Planetarium sowie Anima, einen anatomischen Atlas und den Brockhaus von 1906, ISBN 978-3-411-06727-5). Alle Artikel mit ihren Stichwörtern sind als MP3-Audiodatei exportierbar, die Software wird für Windows, macOS und Linux angeboten.
- Brockhaus multimedial premium (die aktuelle Ausgabe 2010 umfasst ohne Online-Aktualisierungen 265.000 Artikel, 340.000 Stichwörter und 20 Millionen Wörter, ferner einen 3-D-Weltatlas mit 2 Millionen Einträgen und ein deutsch-englisches Wörterbuch sowie ein Planetarium, ISBN 978-3-577-07766-8). Alle Artikel lassen sich als Dateien im MP3-Format exportieren. Die Software wird ebenfalls für Windows, macOS und Linux angeboten.

### Der Kleine Brockhaus
Als Alternative zum Großen Brockhaus erschien Brockhaus' Kleines Konversations-Lexikon. Im Krisenjahr 1923 erschien dessen sechste, gänzlich umgearbeitete und wesentlich vermehrte Auflage als Brockhaus Handbuch des Wissens in vier Bänden. Einband und Material dieser Auflage waren aus weniger beständigem Material.

### Der Neue Brockhaus
Zwischen Oktober 1936 und März 1938 veröffentlichte die inzwischen „arisierte“ Brockhaus-Redaktion eine im Geiste des Nationalsozialismus geprägte Neuausgabe. Dem neuen Zeitgeist entsprechend wurde diese vierbändige Ausgabe, die durch einen Atlasband (Juli 1937) ergänzt wurde, „Der Neue Brockhaus“ genannt und nicht mehr als Enzyklopädie oder Konversationslexikon, sondern als Allbuch bezeichnet, um die fremden Lehnwörter durch eine deutschsprachige Wort(neu)schöpfung zu ersetzen.
Eine „zweite, verbesserte Auflage“ löste in den Jahren 1941/1942 die erste Auflage ab. In dieser wurden dann u. a. die weltpolitischen sowie wissenschaftlich-technischen Entwicklungen seit der ersten Auflage berücksichtigt.
Die erste Auflage erschien inhaltsgleich in einer hellbraunen Ganzleinenausgabe (11,50 RM/Band, Atlas 20 RM) sowie einer Ausgabe in schwarzem Halbleder mit grünem Leineneinband und Lederecken (15 RM/Band, Atlas 24 RM). Die zweite Auflage wurde ausschließlich als Ganzleinenausgabe aufgelegt.
Der Titel „Der Neue Brockhaus“ wurde auch bei späteren Ausgaben nach 1945 verwendet, um eine Unterscheidung zur großen Gesamtausgabe zu ermöglichen. 1958–1960 erschien die dritte „völlig neubearbeitete Auflage“ in 5 Bänden + Ergänzungsband und Atlas. Zumindest eine (ganzseitige) Grafik wurde als Mehrschicht-Transparent-Bild auf Folien gestaltet – Der menschliche Körper.
1968–1971 erschien die vierte Auflage in 5 Bänden, jetzt als „Lexikon und Wörterbuch“ bezeichnet.

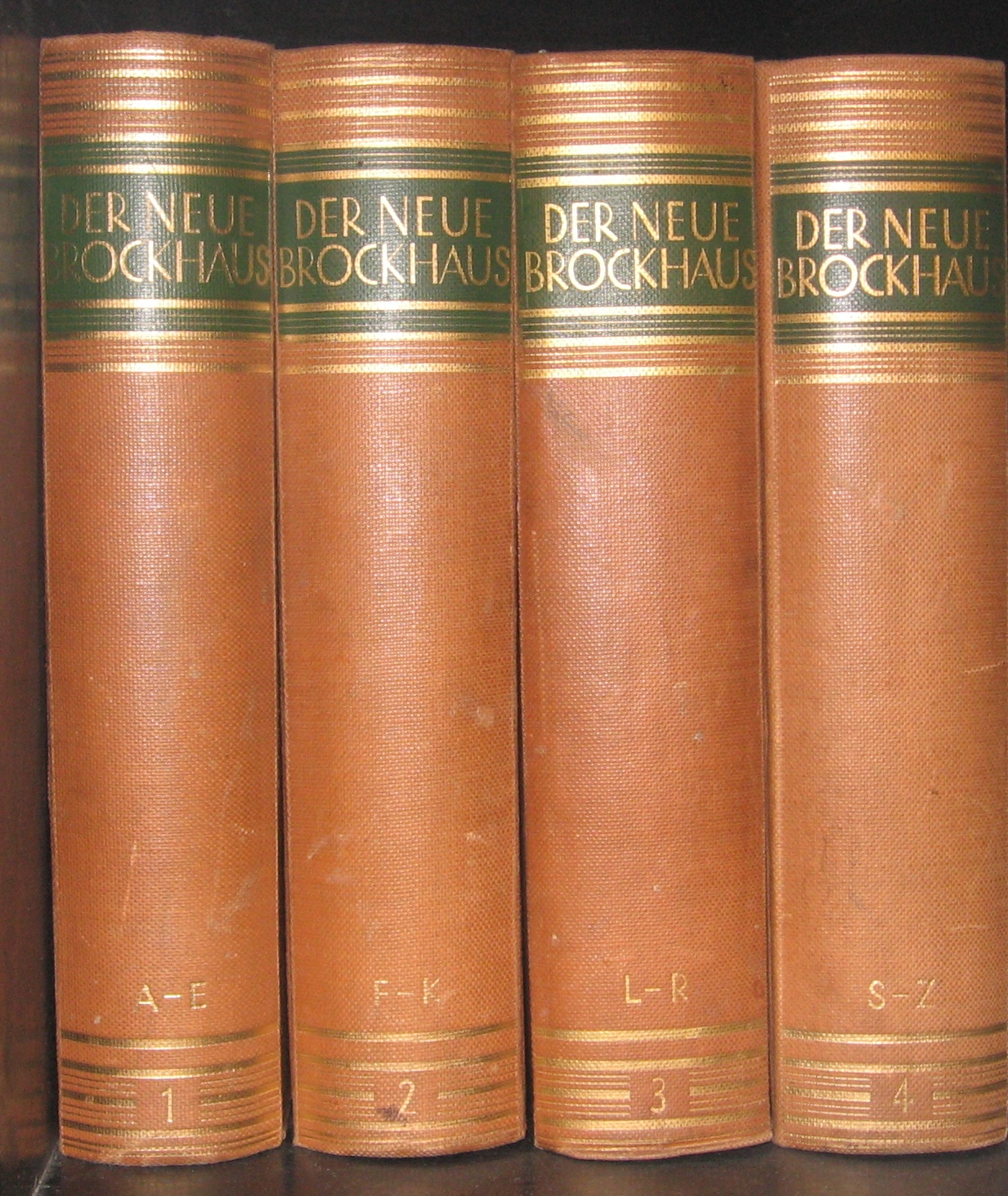
Der Neue Brockhaus, Allbuch in vier Bänden, 1936–1938
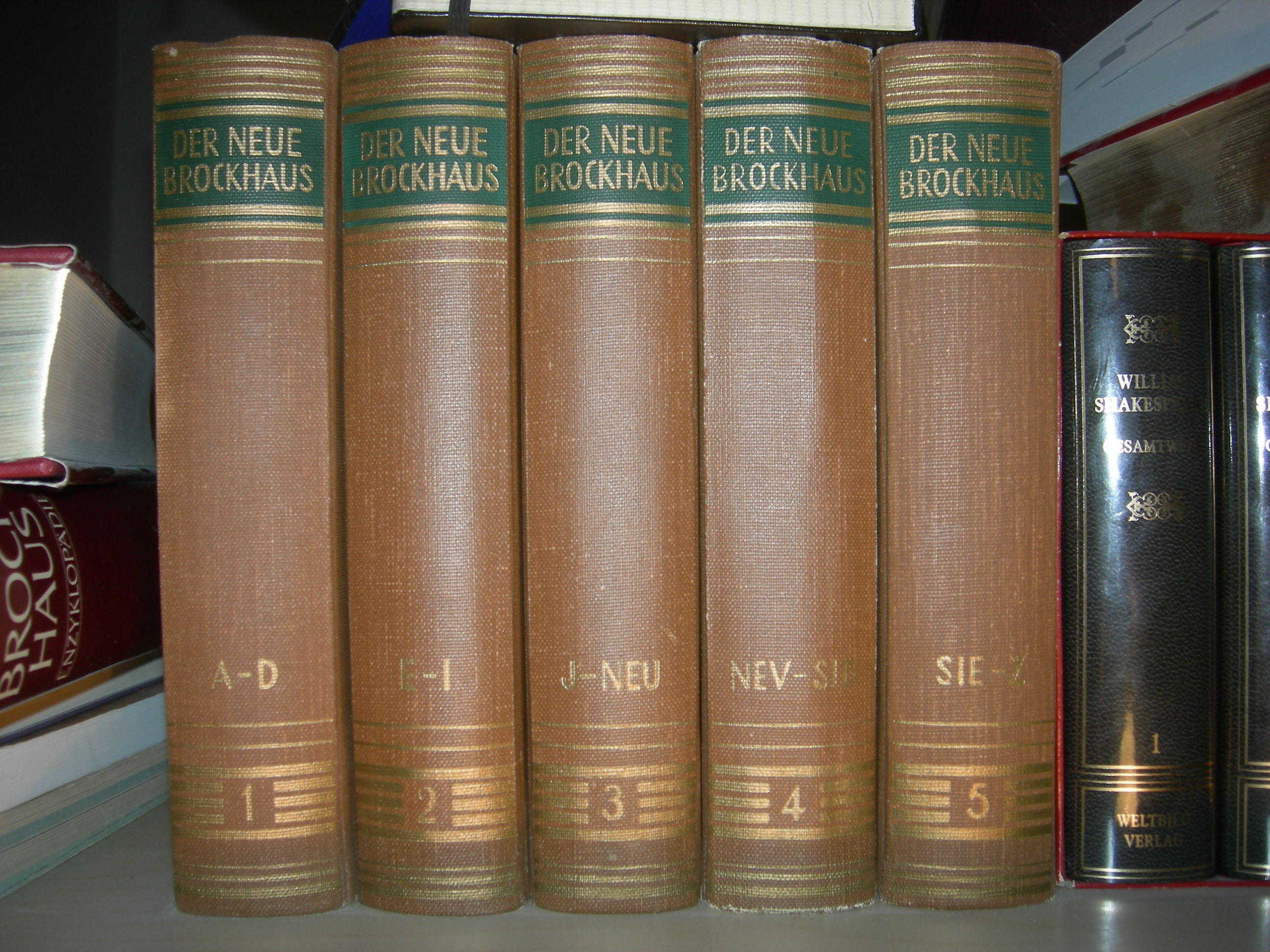
Der Neue Brockhaus, 1958
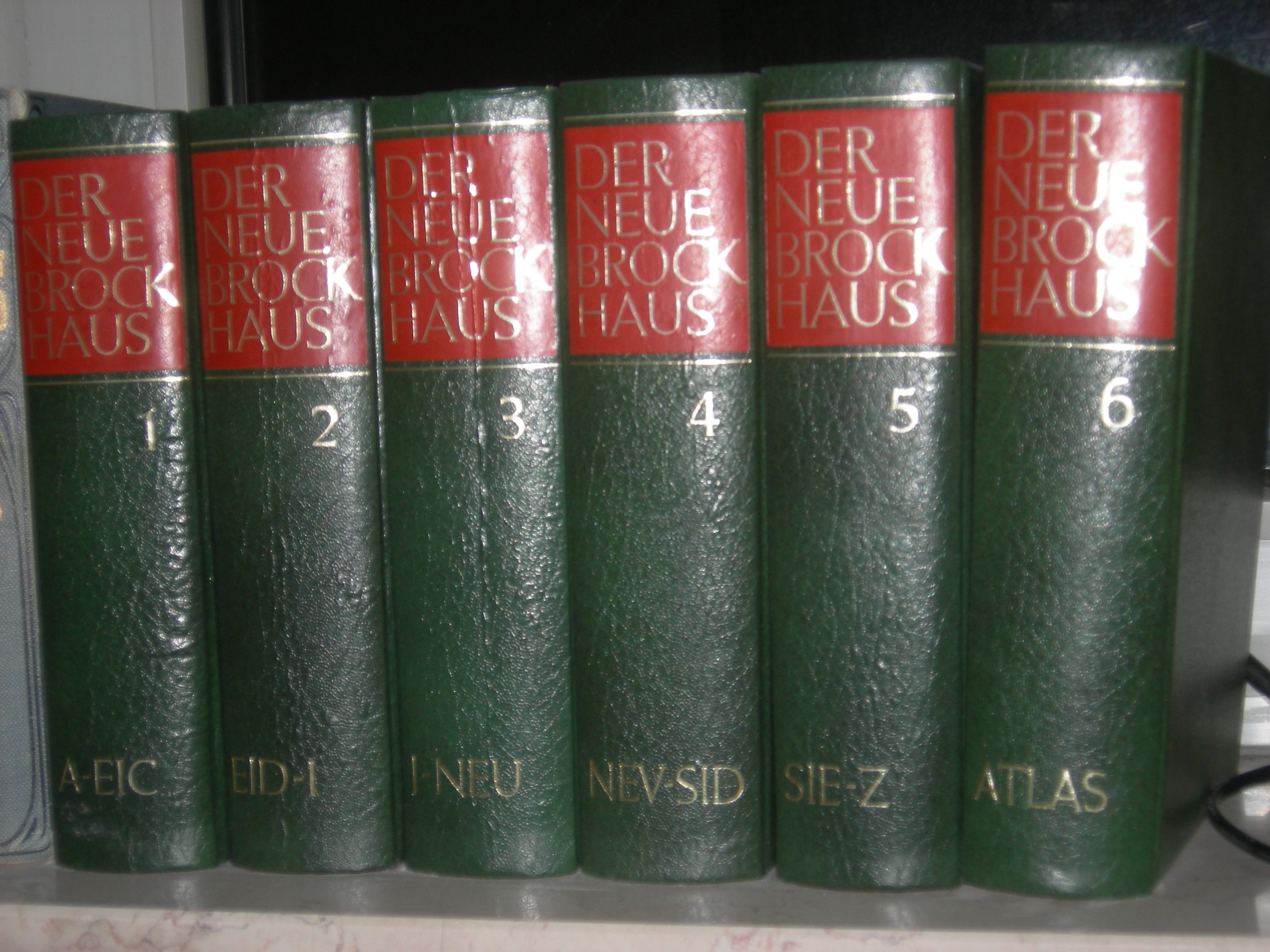
Der Neue Brockhaus, 1973–1975, Atlas als Band 6

### „Brockhaus – Stadtlexikon“ als Sonderausgaben
- Brockhaus Mannheim. Im Oktober 2006 erschien der „Brockhaus Mannheim“, das erste Stadtlexikon des Verlags zum 400. Geburtstag der Stadt im Jahr 2007. Der Reinerlös ging an soziale Projekte vor Ort.

## Digitale Ausgaben

### Brockhaus-Enzyklopädie Digital
Am 4. November 2002 erschien die Enzyklopädie unter dem Titel Brockhaus multimedial 2002 erstmals digital auf CD und DVD. Sie umfasste zwei CDs und eine DVD als Multimedia-Ergänzung und war entweder als reguläre oder Premium-Edition verfügbar. Sie enthielt 260.000 Artikel mit 330.000 Stichwörtern, etwa 26 Millionen Wörtern und 14.500 Abbildungen. Die Ausgabe kostete weit über 1.000 Euro.
Seit 2004 war der digitale Brockhaus für verschiedene mobile Plattformen lieferbar, Windows Mobile, Symbian, Palm OS und seit März 2010 auch als App für das iPhone. Teile der digitalen Enzyklopädie stehen im Brockhaus Lehrerportal online zur Verfügung.
Die Brockhaus-Enzyklopädie Digital auf Basis der 21. Auflage mit 30 Bänden erschien am 15. November 2005 auf zwei DVD-ROMs und einem USB-Stick. Sie enthält den vollständigen Text, dazu umfangreiche Zusatz- und Quellentexte, außerdem 25.000 Bilder, 280 Videos, 140 Animationen und 3000 Audiodateien. Sie wurde online aktualisiert.

### Ergänzende digitale Brockhausausgaben
Zusätzliche digitale Angebote waren ein Atlas der 3-D-Anatomie, Schülerlexika und ein 3-D-Atlas. Viele Recherchemöglichkeiten einschließlich natürlichsprachlicher Suchhilfe und mehrerer Millionen Querverweise. Durch den USB-Stick ist das Lexikon standortunabhängig (portabel = tragbar) und kann auf mehreren Rechnern sofort eingesetzt werden. Gleichzeitig dient er als Kopierschutz. Der Preis im Buchhandel betrug etwa 1.500 Euro (ISBN 3-7653-4131-2).

### Historische Auflagen des Brockhaus in digitaler Form
Mehrere historische Auflagen des Brockhaus liegen in digitaler Umsetzung vor. Die 1. Auflage in der Version von 1809–1811 des Verlages Directmedia ist im Handel erhältlich, aber auch in einer nichtkommerziellen Variante. Weiter sind digital erhältlich die vierbändige illustrierte Ausgabe von 1837–1843, der Brockhaus von 1906 und ein zweibändiger Brockhaus von 1911. Einige Ausgaben sind über das Internet zugänglich (siehe Weblinks). Für die Nutzung über das Internet wird seit 2007 auch die 14. Auflage des Brockhaus Konversations-Lexikons von 1892–1897 in einem freien Projekt digitalisiert und aufbereitet. Über 17.000 Seiten sind bereits als Bildscan einsehbar und stehen als digitaler Volltext zur Verfügung, allerdings sind die Texte bisher nur zu einem geringen Teil korrigiert.

### Brockhaus Wissensservice und Brockhaus Lehrwerke
Im Jahr 2015 lizenzierte Bertelsmann die Inhalte des Brockhaus an den Verlag der Schwedischen Nationalenzyklopädie SE, die seitdem die Vermarktung des Brockhaus Wissensservice mit einer eigenen GmbH mit Sitz in München übernommen hat. Die Zusammenarbeit mit dem Munzinger-Archiv, das nur den Text der Enzyklopädie, aber keine multimedialen Inhalte angeboten hatte, wurde Ende 2015 beendet. Der Inhalt wurde durch eine eigene Redaktion, die weiterhin bei Bertelsmann angesiedelt ist, sowie durch freie Mitarbeiter weiter entwickelt. Das Angebot wird durch den Harenberg Kulturführer und ein Wörterbuch ergänzt. Es richtete sich zunächst ausschließlich an den B2B-Bereich, also vornehmlich an Bibliotheken, an Schulen und an Firmenkunden. Der Zugriff ist für die bei den entsprechenden Bibliotheken und Schulen registrierten und angemeldeten Benutzern auch außerhalb dieser Einrichtungen möglich.
Bei der Frankfurter Buchmesse 2016 stellte Brockhaus Erweiterungen für dieses Angebot in Form der Module Grundwissen, Kinder- und Jugendlexikon vor. Neben dem Portal der Brockhaus Enzyklopädie tritt seitdem auch ein Angebot für Schulen mit Lehrmaterial für Grundschulen und Gymnasien in der Sekundarstufe I hinzu, das sich an den Lehrplänen ausrichtet und schrittweise als Unterrichtsmaterial an staatlichen Schulen zugelassen werden soll. Seit April 2017 ist die Brockhaus Enzyklopädie auch über den EBSCO Discovery Service recherchierbar.
Seit Juni 2018 können Einzelpersonen für 6 Euro pro Monat bzw. für 60 Euro pro Jahr unabhängig von einer Bibliothek oder sonstigen Bildungseinrichtung einen eigenen privaten Zugang zum Brockhaus Wissensservice erhalten. Seit 2019 ist die Brockhaus Enzyklopädie – ebenso wie die Encyclopaedia Britannica – für Bürger mit ständigem Wohnsitz in der Schweiz mittels Nationallizenz zu nutzen.

## Entwicklung seit 2008
Laut einer Ankündigung des Unternehmens vom 11. Februar 2008 sollte die 21. Auflage der Brockhaus Enzyklopädie von 2006 die letzte gedruckte Ausgabe sein. „Die Zeit, in der man sich eine hervorragende Enzyklopädie von anderthalb Meter Umfang ins Regal stellt, um sich dort herauszusuchen, was man wissen will, scheint vorbei zu sein“, sagte hierzu der Verlagssprecher Klaus Holoch. Der Verkauf dieser Auflage sei so schlecht verlaufen, dass Brockhaus mit einem Verlust „in der Größenordnung von mehreren Millionen Euro“ habe abschließen müssen. Marktanalysen hätten gezeigt, dass die Kunden künftig Sachinformationen in erster Linie online nachschlagen würden. Der Brockhaus-Inhalt sollte deshalb im Internet in einem werbefinanzierten Onlineportal kostenlos angeboten werden; die klassischen Buchkunden wollte der Verlag außerdem mit Lexika und der Enzyklopädie bedienen. Die für den 15. April 2008 angekündigte Lancierung des kostenlosen Onlineportals wurde dann aber auf unbestimmte Zeit verschoben und später ganz abgesagt.
Die Brockhaus-Enzyklopädie wurde schließlich rückwirkend zum 1. Februar 2009 durch die Bertelsmann-Tochter Arvato/wissenmedia GmbH übernommen. Nach Aussagen des Verlags sollte es nun auch eine neue Auflage in Buchform geben. Allerdings hieß es schon damals, der wachsende Erfolg der Wikipedia stelle eine ernstzunehmende Konkurrenz dar. Als letzter gedruckter Brockhaus erschien 2011 das von wissenmedia herausgegebene Einbandlexikon Der Brockhaus in einem Band. 2008 hatte derselbe Verlag auch schon eine Wikipedia in einem Band herausgegeben.

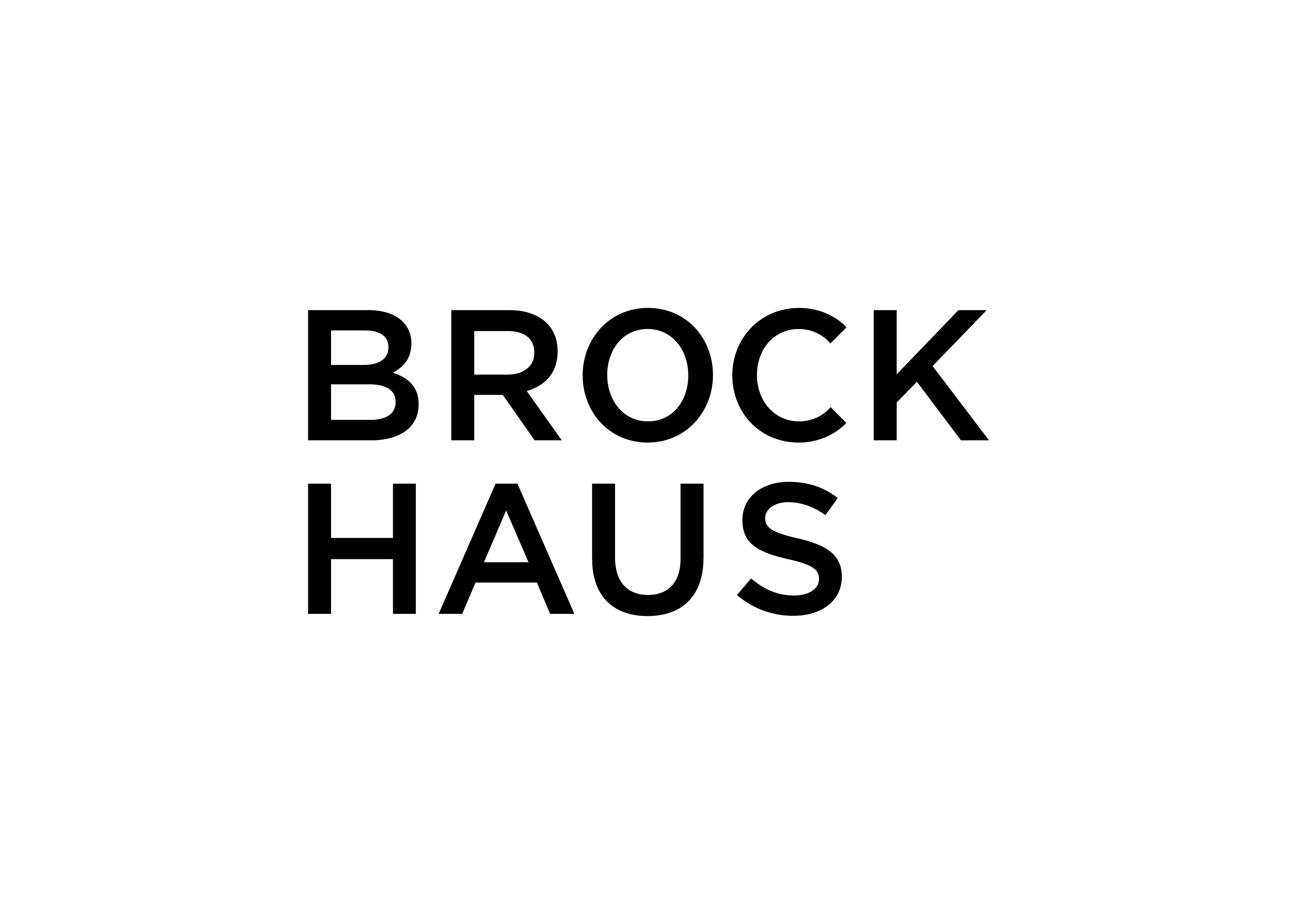
Brockhaus-Logo seit 2016

Die Pläne für eine größere Neuausgabe wurden 2013 wegen der Marktdominanz der Online-Enzyklopädie Wikipedia aufgegeben. Der Direktvertrieb aller Verlagsprodukte – vor allem der 21. Auflage der „Brockhaus Enzyklopädie“ – wurde, genau wie der Vertrieb der Lexika, Mitte 2014 eingestellt.
Am Rande der Frankfurter Buchmesse wurde im Oktober 2015 bekanntgegeben, dass der Verlag der Schwedischen Nationalenzyklopädie (NE Nationalencyklopedin AB) die Vermarktung der Marke Brockhaus übernommen hat. Das deutsche Tochterunternehmen NE GmbH in München entwickelt und vertreibt seitdem die Onlineausgabe der Brockhaus Enzyklopädie. Brockhaus hat sich seitdem vom Wissens- zum Bildungsanbieter gewandelt und bietet neben den Online-Nachschlagewerken bestehend aus Enzyklopädie, Jugendlexikon und Kinderlexikon noch digitale Lehrwerke, E-Learning-Material sowie englischsprachige Lehrvideos inklusive Unterrichtsmaterial für den bilingualen Sachfachunterricht (CLIL) an. Diese Online-Angebote richten sich vor allem an Bibliotheken, Schulen, Medienhäuser und Institutionen. Seit Juni 2018 sind die Online-Nachschlagewerke von Brockhaus auch für Privatpersonen als Abo erhältlich.

## Gestaltung
Für ein auf häufige Nutzung über lange Zeit angelegtes Druckerzeugnis spielt die innere und äußere Gestaltung (Layout, Einband) als Qualitätsmerkmal eine wesentliche Rolle. Benutzerfreundlichkeit oder übersichtliche Gestaltung sind wichtige Verkaufsargumente. Bereits 1824 wurde der noch heute genutzte Zweispaltensatz eingeführt, der die Zeilen leichter überblickbar macht. Neu ist die Nutzung des Randes für Grafiken und Abbildungen.
Da das Hauptwerk oft über mehr als 10 Jahre unverändert blieb, führte der Verlag ab 1824 jeweils aktualisierende Supplementbände ein. Separate Atlanten und Wörterbücher ergänzen diese einfach zu aktualisierenden Lexikonteile inzwischen.
Die Buchbindung ist überwiegend in der strapazierfähigen Fadenheftung ausgeführt, jedoch gibt es auch Ausgaben mit Drahtheftung. Die Gestaltung der Buchrücken hat zwei Funktionen: Als Logo oder Design-Objekt soll sie die Wiedererkennung des Produkts und als Kurzindex die Benutzung erleichtern. Bei der Vorzugsausgabe der 20. Auflage (auch „Millenniumsausgabe“ genannt) wurde deshalb mit André Hellers Gestaltung ein Experiment gewagt: in die Buchdeckel wurden kleine Acrylschaukästen mit von außen sichtbaren Objekten eingelassen, die jeweils ein Stichwort des Bandes verkörpern. Die Objekte wechseln, andere sind in ihrer Anzahl begrenzt, so dass auf diese Weise jedes Buch gestalterisch ein Unikat darstellt.

## Vertrieb
Die Enzyklopädien von Brockhaus wurden sowohl vom Sortimentsbuchhandel als auch vom Reisebuchhandel per Haustürgeschäft vertrieben. Der direkte Kontakt zum Endabnehmer lag von 2002 bis 2014 bei der inmediaONE GmbH, einer Tochtergesellschaft der Bertelsmann SE & Co. KGaA Mit der Alldirekt Telemarketing GmbH, im Jahr 2002 von inmediaONE gekauft, wurden die Enzyklopädien von Brockhaus zusätzlich per Telefonverkauf von Salzburg aus vertrieben. Am 17. Dezember 2008 wurde die Brockhaus Enzyklopädie an die Bertelsmann Dienstleistungstochter Arvato AG verkauft. Der Vertrieb des digitalen Portals des Brockhaus Wissensservice liegt seit 2015 bei der Brockhaus NE GmbH in München, einem Unternehmen der NE Nationalencyklopedin AB in Malmö, Schweden. Der kostenpflichtige Zugang zur Brockhaus Enzyklopädie und zu diversen weiteren Angeboten, wie Jugendlexikon,  Kinderlexikon, Wörterbücher, Meisterwerke der Kunst, Klima der Welt, und zu Kursen wie Fit im Internet für Erwachsene, Richtig recherchieren und ein Schülertraining in unterschiedlichen Paketen kombiniert, wird getrennt für Schulen, Bibliotheken, Unternehmen, Institutionen und Privatpersonen zu unterschiedlichen Konditionen angeboten.

## Der Brockhaus als Vorbild ausländischer Lexikaprojekte
Der Brockhaus war als Universalenzyklopädie Vorbild für viele ausländische Lexikonprojekte, wie z. B.
- das 26-bändige niederländische Großlexikon „Winkler Prins Geïllustreerde Encyclopædie“ (1870–1882)
- das 43-bändige russische „Enziklopeditscheski Slowar Brokgausa i Efrona“ (russ. Энциклопедический Словарь Брокгауза и Ефрона, 1890–1906)
- das vierbändige schwedische „Svenskt Konversations-Lexicon“ (1845–1851)
- das zwölfbändige ungarische Lexikon „Közhasznu Esmeretek Tará“ (1831–1834)
- die 13-bändige amerikanische „Encyclopaedia Americana“ (seit 1829).

Die bereits ab 1768 von Adam und Charles Black im schottischen Edinburgh verlegte „Encyclopædia Britannica“ war dagegen ein Produkt der schottischen Aufklärung.